# A felvidéki magyar cserkészet története
A Szlovákia mai területén működő magyar cserkészet története.

## Kezdetek

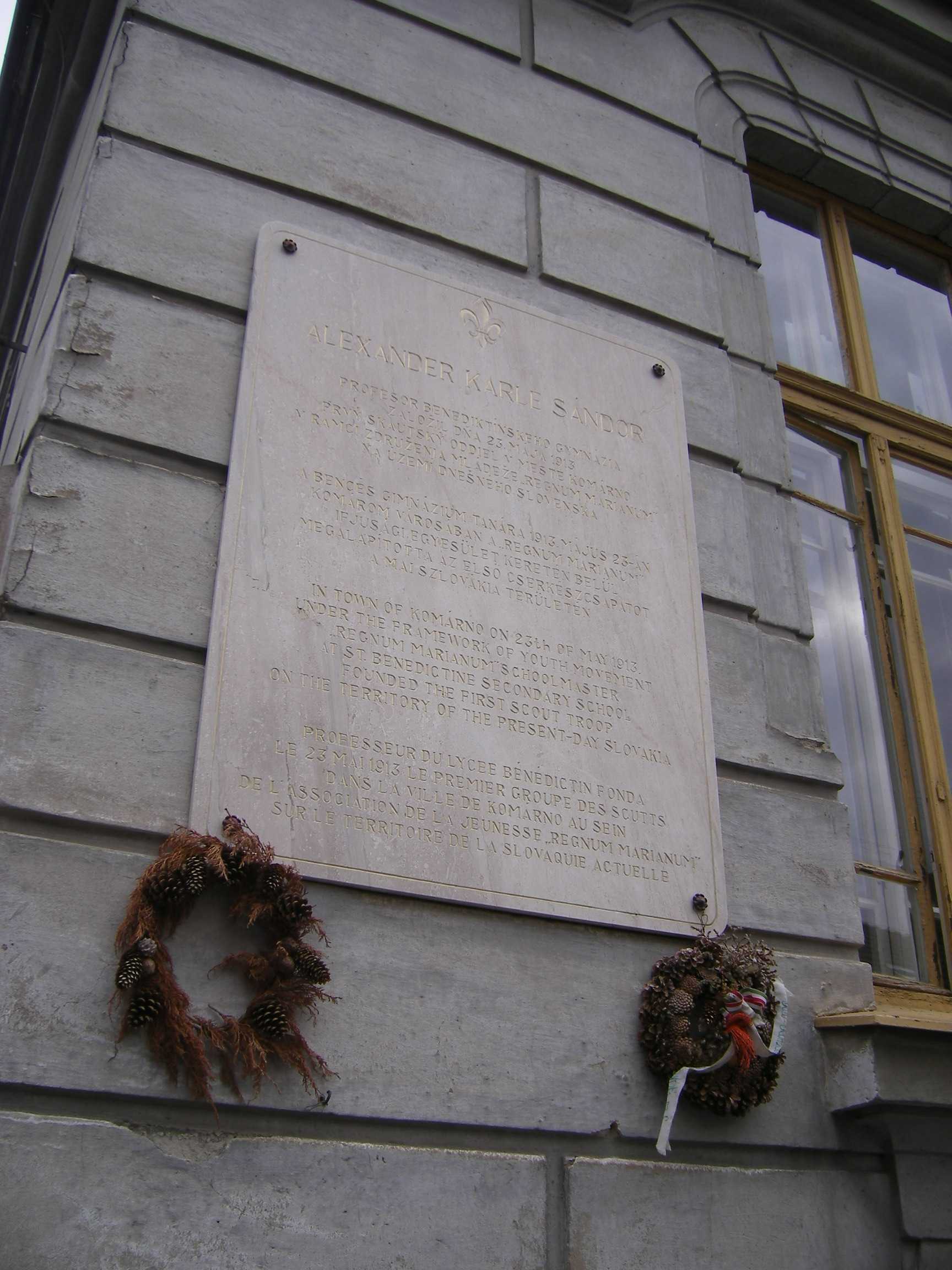
A komáromi cserkészcsapat megalakulásának emléktáblája

1910-ben Szilassy Aladár, felvidéki származású gyermekorvos a Budapesti Református Egyesületben kezdeményezte a cserkészet megszervezését, és így lett ő a magyar cserkészet egyik első vezetője. Szlovákia mai területén 1913-ban indult meg a magyar cserkészet – még a Magyar Cserkészszövetségen belül – a Zászlónk 1913. január 15-i számában közölt írás alapján. A szerző Radványi Kálmán, egy tanár volt, aki 'Táborba fiúk!' című írásával hódította meg az akkori diáksereget Komáromban is. 1913. május 23-án Komáromban megalakul Turul néven az első cserkészcsapat Karle Sándor paptanár parancsnoksága alatt öt őrssel. 1922-ben felvették a Jókai nevet.
1913. július 4-21. Vág és Vág-Duna nagyszabású tutajtábor Kralovántól Komáromig 105 résztvevőkkel. A komáromiak tutaját Turulnak nevezték el, viszont a sok Pista nevezetű komáromi fiú miatt "Pista-tutajként" is emlegették a résztvevők. Szeptember 24-én Pozsonyban Hornyák Odiló tanár vezetésével megalakult a főreáliskolai cserkészcsapat 23 taggal. Még ebben a hónapban Szomor József tanár szervezte meg a felső kereskedelmi iskola cserkészcsapatát. 1913 őszén a két alakuló szervezet, a Magyar Cserkész Szövetség és a Magyar Őrszemszövetség az Országos Cserkészőrszem Szövetségbe egyesült. 1919-ben aztán megalakult a Magyar Cserkészszövetség, de akkorra Felvidék már Csehszlovákia része volt. 1914 márciusában Rimaszombatban az egyesült protestáns főgimnázium csapatát Horváth Zoltán tanár és Szigeti-Benedek Gyula tanár alapították. Tagjai voltak Győry Dezső és Szombathy Viktor is. Április 14-én Losoncon a cserkészcsapatot Patak Károly gimnáziumi tanár alapította meg. Május 24-én Komáromban a csapat és a magyar cserkészet első csónakjának a felavatása. Komáromban volt az első magyar vízi cserkészcsapat. Június 11-én Komáromban a Jókai könyvnyomda Rt. nyomásában megjelent a "Cserkész-nótás-könyv" tetszetős kis füzet. Benne az előző évi tutajút valamint Komárom cserkésznótái. Az 1914-es esztendőben több településen (Rozsnyó, Besztercebánya, Eperjes, Léva) is megalakult a katolikus főgimnáziumi magyar cserkészet, amely a háború miatt megszűnt.
1914-ben a mozgalmat derékon törte a háború. A vezetők bevonultak, a csapatok igyekeztek a legkülönfélébb szolgálatokkal kivenni a részüket a háborús esztendők munkájából. A háború alatt a cserkészek Felvidéken is bekapcsolódtak a sebesültszállításba, adománygyűjtésbe és egyéb hasznos honpolgári szolgálatokba. 1916. május 7-én Rimaszombatban a három éve működő gimnáziumi cserkészcsapat hivatalos megalapítása. Az Országos Cserkészőrszem Szövetséget Lax A. Salvator budapesti cserkészparancsnok képviselte. A parancsnok Horváth Zoltán lett. 1917-ben a losonci cserkészcsapat parancsnokságát Scherer Lajos tanár vette át, aki azt 1931-ig vezette. Még ebben az évben Kassán Zerge néven a premontrei gimnáziumban alakult meg cserkészcsapat dr. Buczkó Emil paptanár parancsnoksága alatt. Később a csapat felvette a Rákóczi Ferenc nevet.

## A két világháború között

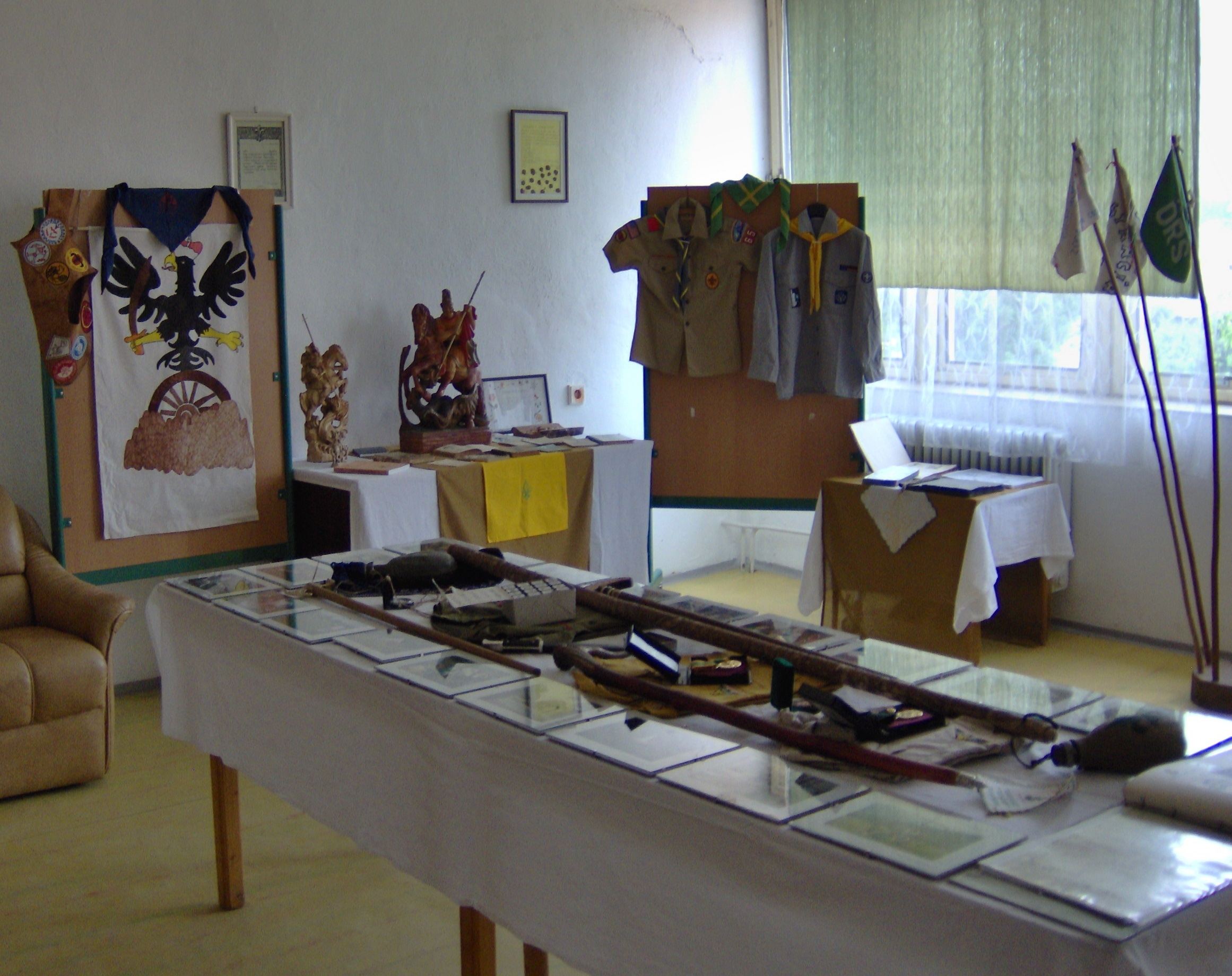
Cserkész kiállítás

Amíg 1918-ban Komáromban és Rimaszombatban a politikai események hatása ellenére tovább működött a cserkészcsapat, addig Pozsonyban és Kassán a cserkészek szétszéledtek. A megmaradt magyar csapatoknak 1920-ban semmilyen központi szervezetük nem volt, fennmaradásukat csupán az tette lehetővé, hogy testgyakorló körök szakosztályaiként működtek. Antonín B. Svojsík prágai gimnáziumi tanár 1920-ban megalapította a Csehszlovák Cserkészszövetséget (Svaz junáků a skautů Republiky Československé – RČS). A magyar cserkészcsapatok ide (vagy a YMCA-ba) léphettek be, hogy biztosíthassák működésüket az akkori Csehszlovákiában.
1918-ban a Szlovenszkói Magyar Cserkészet első főtitkára Scherer Lajos. 1919 tavaszán Zsolnán megalakult az első szlovák cserkészcsapat, majd nemsokára Rozsnyón magyar cserkészcsapat is, Polgáry Miklós tanár parancsnoksága alatt.
1920-ban Losoncon az első csehszlovákiai magyar leánycserkészcsapat megalakítása a reformált reálgimnáziumban Scherer Lajos vezetésével. A leánycserkészcsapat Veres Pálné nevét viselte.
1921. január 8-án Losoncon elindult a Mi Lapunk ifjúsági lap Scherer Lajos gimnáziumi tanár és cserkészparancsnok szerkesztésében a Zászlónk hagyományait követve, de liberálisabb szellemben. Április 3-án a városban az első csapatközi megbeszélésre került sor Scherer Lajos vezetésével. Itt kimondták a Szlovenszkói Magyar Cserkészszövetség megalakításának szükségszerűségét. Március 25-én Pozsonyban Kiskárpátok Turista Egyesület Hornyák Odiló megalapította a cserkészcsapatot.
Júniusban Besztercebányán Kiszely Károly tanár parancsnoksága alatt működött a cserkészcsapat, míg Eperjesen Wallentinyi Samu, Peskó Ödön és Frenyó Lajos tanárok parancsnoksága alatt működött a cserkészcsapat az evangélikus főgimnáziumban. A leánycserkészcsapat Frenyó Lajos evangélikus lelkész parancsnoksága alatt működött. Ebben a hónapban Kassán dr. Buczkó Emil premontrei tanár szervezte újjá a Rákóczi cserkészcsapatot. 1924-ig működhettek, Konrády Lajos prépostkanonok alapította és vezette 1924-ig a Zrínyi Ilona leánycserkészcsapatot. Komáromban Karle Sándor főgimnáziumi bencés tanár parancsnoksága alatt működött a Jókai cserkészcsapat. A csapat addigi vízicserkészetét felváltotta a szárazföldi cserkészet. Szilágyi Mária polgári iskolai tanárnő leánycserkészcsapatának megszervezése is ebben a hónapban történt Komáromban és két évig működött. A kiképzésben nagy szerepet vállaltak a Turul cserkészcsapat őrsvezetői. Losoncon Madách és Veres Pálné cserkészcsapatok Scherer Lajos reálgimnáziumi tanár parancsnoksága alatt működtek. Rimaszombatban a Tompa cserkészcsapat Horváth Zoltán és Márton István tanárok vezetésével működött. Rozsnyón a Sajóvölgyi cserkészcsapat Polgári Miklós tanár vezetésével 1922 végéig működhettek. Zólyomban a fiúcserkészcsapat Puskás István református lelkész alatt működött rövid ideig.
1921. szeptember 10-én Léván Niedermann Ignác tornatanár parancsnoksága alatt alakult meg a cserkészcsapat. A csapatot 1923-ban feloszlatták. Rövid ideig Rimakokován, Katalinhután és Nagytapolcsányban ún. szabadcsapatok működtek. Szeptember 24-én Losoncon elfogadták a Szlovenszkói Magyar Cserkészszövetség (SzMCsSz) alapszabály-tervezetét. December 21-én a város polgármestere a SzMCsSz alapszabálytervezetet a kormányhoz felterjesztette jóváhagyás végett.
1922. március 22-én Losoncon a Szlovenszkói Magyar Cserkészszövetség ideiglenesen elkezdi működését. Nemsokára Pozsonyban is megkezdte működését az Ezermester cserkészcsapat Kaun Pál parancsnoksága alatt. A nyáron Létánfalván (Hernád partja) megtartották első magyar cserkész-szövetségi nagytábort 200 eperjesi, kassai és losonci cserkész részvételével. A Losonciak ekkor egy Tátrai gyalogtúra keretén belül vettek részt e táboron.
1923. április 19-én Losoncon a SzMCsSz alapszabályzatát elutasították, a SzMCsSz befejezi működését. Szeptember 14-én Eperjesen a magyar cserkészcsapat működését betiltó határozatot elfogadták. November 1-jén a Mi Lapunk közli Antonín B. Svojsík levelének magyar fordítását, mely alapján a magyar cserkészcsapatok beléptek a Csehszlovák Cserkészszövetségbe, kivéve a pozsonyi és a komáromi cserkészcsapatokat, amelyek csak 1927-ben léptek be a Csehszlovák Cserkészszövetségbe. 1923. május 23-án Komáromban a Jókai cserkészcsapat 10 éves jubileumát ünnepelte. Karle Sándor helyét szeptembertől egy évre Szívós Donát bencés tanár vette át. Ebben az évben berlini Ludwig Voggenreiter Verlag kiadó magyar osztályának köszönhetően Szlovákiában is megjelennek a magyar cserkészkiadványok. Scherer is ír két könyvet.
1924 szeptemberében Komáromban a Jókai cserkészcsapat parancsnoka egy évre Bíró Lucián bencés tanár lett. Kassán a cserkészcsapat ismételten feloszlott, kivéve a felsőipariskola magyar cserkészraját.
1925 tavaszán Prágában megalakult a Szent György Kör, az első sikeres öregcserkész szervezkedés. Júniusban Jókai-tábortüzet gyújtott minden táborozó cserkészcsapat a prágai Szent György felhívására. Szeptemberben Komáromban a Jókai cserkészcsapat parancsnoka egy évre dr. Hajdú Lukács bencés tanár lett. Ebben az évben alakult meg a Hasomér csapat izraelita fiúkból. Október 31. és november 1. között a Csehszlovák Cserkészszövetség központi tanácsának közgyűlését tartották, a magyar cserkészparancsnokok bevonásával. Ősszel Érsekújvárott a reálgimnáziumban megszervezték a magyar cserkészcsapatot. Parancsnokai Hornyák Odiló és Janson Jenő tanárok lett. Brnóban a műszaki főiskolán alakult meg a magyar cserkészek következő Szent György köre.
1926-ban Berlinben megjelent a Magyar Cserkész Naptára 1926 a berlini Ludwig Voggenreiter Verlag kiadó kiadásában, melyben Scherer Lajos is publikált. Az év húsvétján Pozsonyban megalakult a Kiskárpátok Turista Egyesület leánycserkészcsapata (pontosabban a már létező csapat leányraja) dr. Limbacher Rezsőné Peéry Anna parancsnoksága alatt. Tavasszal Negyeden a falusi cserkészcsapatot megalapították Rákóczi Ferenc néven a prágai főiskolás magyar cserkészek segítségével. Néhány hónapig működött. Vágfarkasdon is megalapították a saját cserkészcsapatukat Petőfi Sándor néven.
1926. július 1-9. között Liptószentivánon a fenyveserdőben rendezték meg a csehszlovákiai magyar cserkészek első csapatközi táborozását összesen 44 személlyel, mivel minden csapatból egy-egy őrsöt hívtak meg a prágai Szent György főiskolás cserkészek. A tábor végén Rákóczi-tábortüzet gyújtott minden táborozó cserkészcsapat. Augusztus 21-28. között Kanderstegban (Svájc) rendezték a 4. Nemzetközi Cserkészkonferenciát (azaz cserkésztiszti tábor). A csehszlovákiai magyar cserkészet fordulópontja volt ez. Jegyzőkönyvet adtak ki a csehszlovákiai magyar kisebbség cserkészeinek kérdéseiről a konferencia végén. Sir Robert Baden-Powell, a világmozgalom főcserkészének saját kezűleg írt levélben a megszületett egyezségről értesítette a Szent György Kört. Szeptemberben Komáromban a Jókai csapat parancsnoka ismét Bíró Lucián lett, aki a csapatot 1939-ig vezette. Losoncon ebben az évben megjelent a Csehszlovákiai magyar cserkészek daloskönyve. Pozsonyban kiscserkészraj alakult Marcell Zoltán vezetésével. November 7-én Füleken felavatták az első kilenc újoncot, és ezzel megalakult a füleki raj. Az év végén Kassán megjelent a farkaskölyök-mozgalom a csehszlovákiai magyar cserkészetben Vilkovszky Armand tisztviselő parancsnoksága alatt. A farkaskölyök, a fiúcserkész és leánycserkész rajok egyesüléséből Kassán újraalakul a Rákóczi csapat II. magyar csapat néven (az I. kassai csapat a szlovák rajokat foglalta egybe).
1927 januárjában Komáromban az addig függetlenül működő Jókai csapat belépett a Csehszlovák Cserkészszövetségbe. Májusban Pozsonyban a Comenius Egyetemen tanuló magyar cserkészek szintén megalakították a Szent György Kört. Vezető Lángh Jenő medikus lett. Május 1-jén Ipolyságban megalakult Mikszáth Kálmán néven az ipolysági magyar reálgimnázium cserkészcsapata. Vezetője Solčiansky Imre tanár lett, akitől a parancsnokságot szeptember 13-án dr. Horváth István tanár vette át. Később Hornyák Odiló tornatanár vette át a vezetést. A hónap utolsó napján az előzőleg megtárgyalt egyezményt a Csehszlovák Cserkészszövetség Főnöksége elfogadta, mellyel rendezte a magyar cserkészcsapatok helyzetét a szövetségen belül. Június 29-én újraéledt a magyar cserkészet Eperjesen. A fiúcserkészraj vezetését Fábry Viktor evangélikus lelkész, a Sáros leánycserkészrajét Kissóczy Józsefné vállalta fel. Később leánykiscserkészraj is alakult. Október 26-án Pozsonyban Turul néven vízicserkészcsapat alakul Kaun Pál parancsnoksága alatt, valószínűleg az Ezermester cserkészcsapatból. 1928-ig működött, feloszlása után megmaradt tagjai más cserkészcsapatokban működtek tovább.
1928-ban Pozsonyban a Kiskárpátok Turista Egyesület cserkészcsapatát Hornyák Odiló áthelyezése után Nagy József, majd Krendl Gusztáv vezették. Januárban Érsekújvárott megalakult a Széchenyi iparos és gazda cserkészcsapat. Első parancsnoka Willand János tanító, utána Hangos Aladár temetkezési vállalkozó. Áprilisban Érsekújvárott a Czuczor csapat parancsnoka Mrenna József gimnáziumi tanár lett. Május 15-én Pozsonyban megalakult a Blumentháli (Virágvölgyi) Katolikus Kör (BKK) cserkészcsapatának Weisz János parancsnoksága alatt egy magyar (június 5-én alakult meg) és két német rajjal. Június 5-én Pozsonyban megalapították a Blumentháli (Virágvölgyi) Katolikus Kör (BKK) cserkészcsapat magyar raját. Két hét múlva Rimaszombatban megalakult a főiskolás öregcserkészkör a pozsonyi Szent György Kör mintájára. Július 21-27. között a szepestamásfalvi kéthetes tábor után a komáromi cserkészek Bíró Lucián főparancsnokkal Zsolnára utaztak, tutajtábort szerveztek a tizenöt éves évfordulón ismét Kralovántól Komáromig, mellyel megújították a csapat vízicserkész hagyományait. Augusztus 3-13. között Gombaszögön volt a második csapatközi tábor Pelsőchöz közel. Rozsnyón még 8 oldalas újságot is kiadtak Vetés címmel a főiskolás cserkészek.
1928. szeptember 7-én Pozsonyban Krendl Gusztávot bízta meg a magyar szakosztály titkári teendőivel a Csehszlovák Cserkészszövetség szlovákiai parancsnoksága, s így a parancsnokság tagjai közé fogadta. Érsekújvárott Tatarik Emil tanító parancsnoksága alatt kiscserkészcsapat alakult. Október 7-én Pozsonyban megtartották a magyar cserkésztanács első ülését. November 5-én Rimaszombatban a gimnázium magyar cserkészcsapatának működését felfüggesztették egészen 1931. december 12-ig. A csapat parancsnoka ekkor Holéczy Miklós tanár volt, aki az újraalakuláskor lemondott. Ebben a hónapban Kassán is feloszlatták a cserkészcsapatot. December 9-én Érsekújvárott összeült a magyar cserkésztanács. Az ülés határozatai közt szerepel, hogy a magyar alosztály hivatalos közlendőit A Mi Lapunk fogja közzétenni, a Csehszlovákiai Magyar Cserkész rovatban, valamint Nagy József pozsonyi parancsnok cserkészpróba-tervezetét pedig kötelező teszi a magyar csapatok részére.
1929 februárjában Pozsonyban Nagy József hivatalosan is a Kiskárpátok csapat parancsnoka lett, melynek ekkor már kiscserkészraja is van 1926-tól. Dr. Molnár Frigyes, a Magyarországi Cserkészszövetség külügyi előadójának vetítettképes előadása a világcserkészetről. Március 3-án Komáromban volt a magyar cserkésztanács ülése. Határozataiból kiderült, hogy Kassán új főparancsnokot választottak dr. Szikla Ferenc kultúrreferens személyében, a rozsnyói csapatparancsnoki tisztségére Tichy Kálmán festőművészt kérték fel, valamint hogy a Szent György Körök és a pozsonyi Sarló kilépnek a magyar szakosztályból. Áprilisban Pozsonyban a főiskolások öregcserkészcsapatának megalakulása Décsi Aladár vezetésével.
1929 májusában Komáromban megalakultak az első kiscserkészcsapatok. A Komárom "A" parancsnoka Vaskó Imre (Majláth-iskola), Komárom "B" parancsnoka Vánkay László (községi elemi iskola) lett. Júniusban Rozsnyón megalakult az iparos-cserkészcsapat, parancsnoka Proschinger József, tiszteletbeli főparancsnoka Medek Aladár lett. Július 25-28. között Szepestamásfán a magyar cserkésztanács vezetői táboroztak. Itt kimondták, hogy A Mi Lapunk ma már nem felel meg hivatásának, ezért a vezetők új lap kiadása mellett döntöttek. A tábor alatt a főiskolás cserkészkörök képviselői megalakították a Magyar Főiskolás Cserkésztanácsot, melynek első elnöke Rády Elemér lett. Szeptember 1-jén Pozsonyban megjelent a Tábortűz első száma, melyet később Komáromban adtak ki. Ez az újság lett a magyar alosztály hivatalos lapja. Érsekújvárott a "Nagyasszonyunk" leánycserkészcsapat megszervezője és parancsnoka Willand Jánosné lett.
1929. szeptember 8-án Érsekújvárott tartották a magyar cserkésztanács ülését, ahol Krendl Gusztáv leköszönt a magyar titkári állásról, Helyette ideiglenesen Mrenna József érsekújvári parancsnokot kérték fel. Október 5-én ugyanitt tartották a magyar cserkésztanács (a csapatparancsnokok) ülését, az új titkár megválasztása Mrenna József személyében. Ősszel Pozsonyban megalakult 10 taggal a Corvin Mátyás iparos cserkészcsapat. Rozsnyón kiscserkészraj alakult a cserkészcsapat mellett. Parancsnoka Vass József lett. November 19-én Pozsonyban volt a Magyar Főiskolás Cserkészek Körének első fogadalomtétele. A Kör a Sarló ellentáboraként jött létre.
1930. január 1-jén alapították a nyitrai cserkészmegyét. Március 9-én Zólyomban tartották a magyar cserkésztanács ülését. Itt jelent meg utoljára Scherer Lajos. Határozatai közt szerepelt egy kézikönyv kiadása, melyet még az évben a Tábortűz szerkesztői ki is adtak. Pozsonyban a Kiskárpátok leánycserkészraj kivált a Kiskárpátok cserkészcsapatból, és mint önálló leánycserkészcsapat folytatta működését. Parancsnoka ekkor már dr. Friebeisz Gyuláné. 1930 májusában Érsekújvárott megjelent a kézikönyv I. része. Tartalmazta a kiscserkész- és próbaidős (újonc) cserkész tudnivalóit a Nagy József-féle cserkészpróbarendszer szerint. A kézikönyv II. (a terv szerint valószínűleg 1930 július havában jelent meg) és III. (a terv szerint valószínűleg 1930 szeptember havában jelent meg) része a II. és I. osztályú, valamint a különpróbák anyagát tartalmazta. Eperjesen Michalidesz Béla parancsnoksága alá került a cserkészcsapat.
1930 augusztusában tartották a szlovák Erdei Iskola III. tanfolyamát. Beszédes Lajos is részt vett rajta azzal a bejelentett szándékkal, hogy ezután a magyar Erdei Iskolát is megszervezi. Szeptember 3-án Losoncon a főiskolás cserkészet vezetői elhatározták három fiókszerkesztőség felállítását az egyetemi városokban a Tábortűz segítésére. A Madách csapat vezetését Havas Vilmos reál-gimnáziumi tanár-parancsnok vette át Scherer Lajos főparancsnok felkérésére. Ősszel Pozsonyban a főiskolás cserkészek új nevet vettek fel: Széchenyi István öregcserkészcsapat. November 5-én a városban Krendl Gusztáv kilépett a Kiskárpátok cserkészcsapatból, mire a parancsnokságát Marczel Zoltán vette át. November 14-én Iglón a Bocskay csapat Bakoss Sándor parancsnoksága alatt alakult meg. 1933-ig működött. Ebben a hónapban Galántán Reichel Imre káplán megalapította a magyar cserkészrajt. Rimaszombatban iparoscserkész-raj alakult Ferenczy István néven, parancsnoka Tóth Béla mérnök, viszont a csapatot elsősorban Sinka Aladár rajparancsnok vezette. December 7-én Léván tartották a magyar cserkésztanácsülést.
1931. február 15-én Gölnicbányán Juhász József vezetésével egy magyar cserkészőrs alakult, később rajjá is bővültek Znak Rudolf plébános parancsnoksága alatt. 1934-ben sorvadnak el. Márciusban Dunaszerdahelyen a Szent Imre cserkészcsapat megalakulása Szinhart Lajos igazgató-tanító vezetésével. márciusban Szencen Poór György parancsnoksága alatt alakult meg a 30 tagú raj. Lőcsén Saxa Béla parancsnoksága alatt alakult meg a magyar cserkészraj Rákóczi néven. Néhány évig (1935-ig) működött. Március 15-én A Csehszlovák Cserkészszövetség szlovákiai kerületének vezetőségét ötödik megválasztása, a szlovákiai magyar cserkészek képviselője Mrenna József titkár lett. A Csehszlovák Cserkészszövetség Országos Intéző Bizottságának a titkára Jozef Horký lett. Egy héttel később Pozsonyban volt a magyar cserkésztanácsülés, fő határozata hogy részt kívánnak venni a prágai szláv cserkészjamboree-n. Májusban Pozsonyban a Széchenyi iparosraj kivált a Kiskárpátok csapatból, és önállósult. Rimaszombatban Istók Lenke tanárnő alapította meg az 1. számú leánycsapatot a magyar polgári iskolában. 1937-ig, haláláig vezette a csapatot.
1931. június 28. – július 4. között Stromovkán (Prága) a szláv jamboree-n a szlovákiai magyar cserkészek mint külön "magyar megye" (maďarská župa) vettek részt. Parancsnokuk Mrenna József volt, a lányokkal együtt 80-an voltak. A tábor összlétszáma 15 000 volt. Júliusban Szklenófürdőn lánctábort – négy önálló táborban – szerveztek Losonc, Pozsony, Komárom és Érsekújvár cserkészei, akikhez csatlakozott Rozsnyó, Léva, Ipolyság és Dunaszerdahely. Csatlakoztak a nagyszombati, rozsnyói és kassai katolikus cserkészek is. Augusztus 9-23. között a Szlovák Erdei Iskolán Beszédes Lajos is részt vett azzal a nem titkolt szándékkal, hogy később önálló Magyar Erdei Iskolát szervezzen. Ősszel Tornalján az iparosokból és részben középiskolásokból cserkészraj alakult Romhányi Árpád parancsnoksága alatt. December 12-én Rimaszombatban a gimnáziumi cserkészcsapat újraalakuló gyűlése, a vezetéssel Cservenka (máshol Červenka) Márton tanár lett megbízva. A csapatnak volt saját újsága, melyet Szombathy Viktor szerkesztett.
1932 januárjában Losoncon megjelent A Mi Lapunk utolsó száma. Február 14-én a magyar alosztály tanácsülése Jozef Horký, az Országos Intéző Bizottság titkára és 21 kiküldött részvételével. A "magyar cserkészmegye" a prágai szláv jamboree-n megrendezett versenyeken az 5. helyre került és a Csehszlovák Cserkészszövetség tízéves jubileuma alkalmával több magyar cserkészt kitüntetésben részesített. Mrenna titkár az Országos Hivataltól 3500 korona segélyt eszközölt ki a magyar cserkészek részére, melyet az egyes alakulatok közt elosztott. Végül határozatot hoztak a II. és I. osztályú próba anyagának kidolgozásáról. Így hatályon kívül helyezték a Nagy József-féle cserkész-próbarendszert. Augusztus 1-11. között Felső-Nyiresden először vettek részt magyar cserkészek a szlovák Erdei Iskolán (vezetőképző tábor). Gútán Schultheisz József vezetésével működött a magyar raj néhány évig. Farnadon, Zselízen és Nagysallón is megalakult egy magyar raj a lévai csapat segítségével. Egy-két évig működhetett. Nagymegyeren Bottló Vince tanító vezetésével megkezdődött az Arany János cserkészcsapat szervezése.
1932. november 15-én Érsekújvárott volt a magyar cserkésztanácsülés, ahol újraválasztják Mrenna Józsefet országos cserkésztitkárrá. Szakcsoportok létesítése, élükön egy-egy cserkésztiszttel mint előadóval: kiscserkészek (Marczell Zoltán, Pozsony), középiskolások (Havas Vilmos, Losonc), főiskolások (Janson Jenő, Pozsony), iparos- és gazdacserkészek (ifj. Schubert Pál, Léva), leánycserkészek (Willand Jánosné, Érsekújvár). Végül a gödöllői cserkészvilágtalálkozón való részvételt tárgyalták meg. December 13-án a szlovákiai Országos Intézőbizottság nevét Országos Cserkésztanáccsá változtatták, de ez nem változtatott a magyar cserkészcsapatok helyzetén. December 3-4. között tartották a Csehszlovák Cserkészszövetség Nagytanácsának ülését. A jamboree-ra nem korlátozzák a jelentkezők számát, viszont a magyar nemzetiségűek közösen táboroznak a szövetség többi tagjával.
1933. április 2-án Érsekújvárott volt a magyar cserkésztanácsülés, a gödöllői világtalálkozóval kapcsolatos ügyintézés végett. Április 30-án Nagymegyeren Bottló Vince tanító vezetésével többéves előkészület után megalakult az Arany János cserkészcsapat három felekezet – katolikus, református, zsidó – ifjúságából 36 taggal. Az év nyarán immár másodszor vettek részt magyar cserkészek a szlovák Erdei Iskolán, ismét igény merült fel egy önálló vezetőképző tábor (Erdei Iskola) megszervezésére. Augusztus 1-9. között Gödöllőn a csehszlovák kontingens részvétele a világjamboree-n a szlovákiai magyar cserkészekkel. A kontingens magyar táborának létszáma 70 fő volt. Kora ősszel Ligetfalun (Pozsony) önálló cserkészcsapat megalakult Zsitnyák Ferenc és Klebercz Károly vezetésével. Később a parancsnok Halmay Paskál lett. A télen Garamlökön magyar cserkészraj alakul Nagy Dezső vezetésével. Füleken a cserkészraj kivált az addig tartozó losonci Madách csapatból, és önállósodik. Galántán újraszervezik az Ezermester csapatot.
Ebben az évben Tornalján Romhányi Árpád vezetésével fiúraj alakult. Egegen Sas névvel Udvardy Ferenc vezetésével egy magyar raj jött létre. Télen Losoncon Wurm Gusztáv volt országos cserkész főtitkár Losoncon új fiúrajt alapított.
1934 tavaszán Komáromban Bíró Luciánt a Cserkészszövetség a komáromi kerület biztosává nevezte ki. Június 17-én a Jókai csapat 20 éves évfordulója alkalmából megrendezett nagyszabású ünnepség szlovenszkó magyar cserkészetének küldötteivel. Július 7-17 között Feketevízen (Tátra) tartották az első magyar Erdei Iskolát Beszédes Lajos, Trencsén megye cserkészbiztosának vezetésével. Ősszel Kassán a magyar reálgimnáziumban újra megalakult a cserkészcsapat. Tinódi Lantos Sebestyénről nevezte el magát. Rövidesen különváltak a fiú- és leányrajok. A leánycsapat megtartotta a Tinódi nevet, míg a fiúcsapat Széchenyi nevét vette föl. Szeptember 16-án Ógyallán volt a magyar cserkészcsapatok találkozója, "kis jamboree". Ősszel megszűnt Iglón, Gölnicbányán a magyar cserkészet, és utolsó évét élte a lőcsei magyar raj is.
Ebben az évben Rimaszombatban polgáriskolai és iparosköri fiúcserkészcsapat alakult. Diószegen Szent Imre cserkészcsapat Hollík Gyula vezetésével. Rozsnyón Héber nevezetű csapatot alakított a zsidó hitközösség. Galsán és Udvardon 1-1 magyar raj alakult. Rimaszombatban az 1. számú leánycsapat új parancsnoka a magyar polgári iskolában Csulik Anna 1940-ig.
1935. január 10-én Érsekújvárott az iparos és gazda cserkészcsapat újra alakulása Hangos Aladár parancsnok és ft. Páter Engelbert vezetésével 40 fiú taggal. A csapattagok április 3-án tették le a cserkészfogadalmat. Ugyanitt működött az Izraelita Hitközösség csapata, mely vegyes csapat volt. Február 10-én Érsekújvárott tartották a magyar cserkésztanácsülést. Június 8-11 között a városban rendezték meg a Nyitramegyei Cserkésznagytábort. A Nagytábornak megjelent Nyitramegyei Cserkész-Nagytábor címmel egy lapja is, mely az Érsekújvár és Magyar Vidék című kiadvány mellékleteként jelent meg. A tábor ideje alatt még cserkészesküvőre is sor került. Augusztus 4-14. között Brogyán (Nyitra völgye) Beszédes Lajos vezetésével a második magyar Erdei Iskola a szlovák tanfolyammal együtt lett megrendezve.
Spalában (Lengyelország) tartották ebben az évben a lengyel nemzeti cserkésztábort, itt a csehszlovák cserkészkontingens 500 fővel vett részt, ebből 46 fiú és 8 leánycserkésszel a magyar alosztályból.
Rimaszombatban elemi iskolai farkaskölyök és tündérke cserkészcsapat alakult. A tündérkék parancsnoka Pásztor Mariska tanítónő volt. A farkaskölyköké pedig Bérczi László gimnazista.
1936-ban A Csehszlovák Cserkészszövetség ebben az évben 58 688 tagot tartott nyilván, ebből 2339 magyar cserkészt, mely az összlétszám 4%-a. Januárban Ligetfalun (Pozsony) újraszerveződött a cserkészcsapat Szent Imre néven. Parancsnok Halmay Paskál, helyettese Klebercz Károly lett. Február 22-23. között Prágában tartották a Csehszlovák Cserkészszövetség közgyűlését. Mrenna ezen nem vett részt betegsége miatt. Március 8-án Léván volt a magyar cserkésztanácsülés, melyen Horký József is részt vett az Országos Cserkésztanács (Krajinská skautská rada) képviseletében. Áprilisban a szlovákiai országos parancsnokság nem engedélyezte a Szlovákiai Magyar Cserkészek Központjának megalakítását. Pünkösdkor Pozsonyban a csehszlovák cserkészet huszonöt éves jubileuma alkalmából nagyszabású cserkészünnepély a vaskutacskai völgyben 1400 résztvevővel. Augusztus 2-14. között Hodrušské jazerón rendezték meg a Szlovák Erdei Iskolát. Vezetői Beszédes Lajos és A. Petrů. November 28-án Kassán Pázmány Péter fiúcserkészcsapat és az Árpád-házi Szent Erzsébet cserkészleány megalapítása Bartha Béla által. Ő volt a Tündérke csapatának is a megalapítója. Ebben az évben Párkányban Szent Imre névvel Tóth Gábor kántortanító vezetésével 2 magyar raj alakult.
1936-ban Komáromban megjelent a Tábortűz Cserkészkézikönyve kötött formában. A Tábortűz Cserkészkézikönyve első ívei 1934-től a Tábortűz hasábjain jelentek meg. A többi ívet folyamatosan vásárolhatták meg az érdeklődők. Ezt követően adták ki kötve is.
1936-ban Vágsellyén 2 fiúraj alakult.
1937. március 17-én a Csehszlovák Cserkészszövetség Főnöksége új szervezési szabályzatot küldött a magyar cserkésztitkárnak. Érsekújvárban magyar cserkésztanácsülés volt az új szervezési szabályzat megtárgyalására. Az általuk javasolt ellenjavaslatot Prágában elfektették.
1937-ben a magyar Erdei Iskola hivatalos parancsnoka Beszédes Lajos lett.
1937. július 31. – augusztus 9. Hollandia – az ötödik világjamboree Bloomendal-Vogelenzang-ban, a csehszlovákiai cserkészet magyar alosztályának küldöttségének parancsnoka Beszédes Lajos. A csehszlovák kontingens 315 tagot számlált.
1937. Komáromszentpéter – 1 magyar raj Csepiga Gyula vezetésével.
1937. Perbete – 1 fiú- és 1 leányraj alakul
1937. Pozsonypüspöki – Duna néven egy fiúcsapat Rapos Pál szervezésében, később Szent László nevet vették fel.
1937. Pered – Lelovics Tibor vezetésével 1 fiúraj
1937. Deáki – Szent Imre cserkészraj
1937. Szőgyén – Bátori Emil vezetésével Szent Gellért fiúraj
1937. Tardoskedd – 1 fiúraj Garamvölgyi Vince vezetésével
1937. Köbölkút – két fiú és egy leányraj Bitter Béla és Bitter Béláné vezetésével.
1937. december. Komárom – a Jókai szoborra a Tábortűz ifjúsága is adakozott, diákok és cserkészek egyaránt. Mrenna József, országos főparancsnok a Tábortűz és a Szlovenszkói Magyar Alosztály koszorúját helyezte el a Jókai szobor avatásánál.
1937. Vereknye – Szent Imre névvel Winkler Nándor vezetésével egy fiúraj szerveződött
1938. Vereknye – Jászai Teréz vezetésével leánycsapat alakult Szent Erzsébet néven
1938. február 20. – magyar cserkésztanácsülés – ez volt a szlovákiai magyar cserkészek utolsó tanácsülése. Itt Mrenna József országos magyar főparancsnok lett, helyettesének Romhányi Árpádot választották. A kimutatás szerint 3000 feletti a magyar cserkészek létszáma. A határozatok közt szerepelt, hogy a cserkészigazolványok és az igazoló ívek a tanácsülést követően kétnyelvűek lesznek, melyet később a Csehszlovák Cserkészszövetség engedélyezett is.
1938. Főrév – Pócs József vezetésével egy magyar raj jött létre.
1938. Garamlök – a csapatot Vajda Ernő vezeti
1938. Lőkösháza – Rapos Pál vezetésével alakult meg a magyar raj.
1938. tavasz. Ipolyság – Hornyák Odiló lett az új parancsnoka a Szent Imre cserkészcsapatnak, miután dr. Horváth Istvánt áthelyezték.
1938. Tornóc – 1 fiúraj
1938. Vághosszúfalu – 1 fiúraj
1938. július 7. Somorja – 1 fiúraj alakult, legutolsónak a szlovenszkói magyar alosztályban, hivatalosan már nem regisztrálták.
1938. augusztus 3-5. Szklenófürdő – a szlovákiai magyar leánycserkész-vezetők ankétja (vezetőképző tanfolyam), melyen Esterházy Lujza is előadott.
1938. szeptember. Komárom – A Tábortűz jubileumi (10.) évfolyamának egyetlen száma ekkor jelent meg.
1938. szeptember 17. – Meghal Svojsík, a Csehszlovák Cserkészszövetség alapítója és vezetője.
1938. szeptember 20. Prága – A. B. Svojsík temetése.

## 1938-1945 – Kettészakadva
Az 1938 őszén bekövetkező politikai döntéseknek köszönhetően a csehszlovák cserkészcsapatok túlnyomó része a Magyar Cserkészszövetség keretében működött tovább. A Magyar Cserkészszövetség Intéző Bizottsága Felvidéken kettő cserkészkerületet állított fel, a komáromi és kassai cserkészkerületet. A szlovák földön maradt magyar cserkészcsapatok is tovább működtek 1941-ig. A működéshez szükséges jogi alapot 1939 áprilisában rendezték. A továbbiakban *-gal jelöljük az akkori Szlovákiában rekedt magyar cserkészetet.
1938. október 8. Kassa – a kassai cserkészcsapatok kiléptek a Csehszlovák Cserkészszövetség Magyar Alosztályából, és a Magyar Nemzeti Tanács alá rendelik magukat.
1938. október 27. Ipolyság – a cserkészcsapat elsőként lett tagja a Magyar Cserkészszövetségnek 122. számú Szent Imre néven.
1938. november 2. – az első bécsi döntés eredményeként Csallóköz visszakerült az anyaországhoz.
1938. november 6. Komárom – a Jókai csapat a 113-as számot kapta, még Bíró Lucián a parancsnok.
1938. november 8. Érsekújvár – a Czuczor Gergely 116-os számot kapta, parancsnoka továbbra is Mrenna József tanár. A cserkészcsapat víziraja később még önálló vízitelepet is avat a Nyitra partján.
1938. november. Ligetfalu (Pozsony) * – mivel Ligetfalu a müncheni határozat értelmében Németországhoz került, az ottani cserkészcsapatokat a német hatóságok feloszlatták.
1938. november. Nagymegyer – a cserkészcsapat a 708-as számot kapta. Neve továbbra is Arany János, parancsnoka Bottló Vince
1938. november 20. Rimaszombat – a Tompa Mihály cserkészcsapat a 149. számot kapta, parancsnoka dr. Sipos István tanár lett, miután Červenka Márton tanár Tiszolcra távozott. A Ferenczy István iparos cserkészcsapat a 214 (274)-es számot kapta, parancsnoka Sinka Aladár lett. Mindkettő 1945-ig működött. A fiúpolgáriban a cserkészcsapat, valamint a polgári iskolában 219-es leánycserkészcsapat működött még egészen 1945-ig.
1938. november – A Magyar Cserkészszövetség csapatainak a létszámához mért példányszámban "Hazatérő Felvidék" c. kis füzetet küldött szét, mely jövedelmét a felvidéki cserkészek jelvényekkel és cserkészsajtóval való ellátására szánta.
1938. december 4-6. Felvidék – 34 helységben 57 felvidéki cserkészcsapatot látogattak meg a Magyar Cserkészszövetség cserkészei 41 gárdaegységben, összesen 3000 cserkész vett részt ezeken a látogatásokon. Elsősorban azért, hogy a felvidéki cserkészektől kivegyék a magyar cserkészfogadalmat. A gárdaegységek és a meglátogatott felvidéki cserkészcsapatok cserkészei 1938. december 31-ig emlék szalagjelvényt viselhettek a cserkészingen, közvetlenül a Hungária jelvény alatt, a jobb ingzseb alatt. A szalag nemzetiszínű, rajta "1938. december 4-5-6." felírás szerepelt.
1938. december 7. Léva – a gimnáziumban új cserkészcsapat alakult 316. sz. Vak Bottyán néven. A Koháry cserkészcsapat rendben tovább működött.
1938. december. Dunaszerdahely – Sáros András gimnáziumi tanár, cserkésztiszt megszervezi a 713. sz. Szent György cserkészcsapatot.
1938. december. Pozsony * – a Kiskárpátok cserkészcsapatba beleolvadt a BKK cserkészcsapat. A tanítóképző Madách és az iparos Széchenyi csapat megszűnt.
1938. tél. Losonc – a Madách cserkészcsapat a 137. számot kapta. Külön regös körrel rendelkezett.
1938. december. Kassa – a premontrei gimnázium Széchenyi István cserkészcsapata a 143-as számot kapta. Duruttya István tanár átadta a parancsnokságot Csanád Vilmos tanárnak.
1938. december. Kassa – a gépészeti felsőiskola Kund csapata a 256-os számot kapta, parancsnoka dr. Kassai Ernő tanár volt.
1938. tél. Kassa – a Tinódi gimnáziumi leánycserkészcsapat megszűnt, illetve újra megalakult Boldog Margit leánycserkészcsapat néven.
1939. január 14. Budapest – A Magyar Cserkészszövetség a szlovenszkói magyar cserkészvezetők közül hat talpig cserkészt választott az Országos Intéző Bizottság tagjai közé: Mátray Makovics Jenő festőművészt (Rimaszombat), Kvakovszky László polg. isk. tanárt (Beregszász), Mrenna József gimn. igazgatót, az szlovenszkói magyar alosztály főparancsnokát (Érsekújvár), Hornyák Odiló tornatanárt (Ipolyság), Vilkovszky Armand banktisztviselőt (Kassa) és Bíró Lucián bencés tanárt, a Tábortűz szerkesztőjét(Komárom).
1939. január – március. Felvidék – a Magyar Cserkészszövetség őrsvezetői és tiszti tanfolyamai több felvidéki gócponton, mellyel lehetővé tette minden felvidéki cserkészcsapatnak a részvételt a tanfolyamokon.
1939. Krasznahorka – az 1940-es II. Nemzeti Nagytábor előkészületei a magyar cserkészet 30. évfordulója alkalmából, sajnos a háborús idők miatt nem sikerült megvalósítani. (Az I. Nemzeti Nagytábor 1926-ban volt megrendezve a Budapest melletti megyeri dombokon.)
1939. február 22. Rimaszombat – Kovács József csapatparancsnok vezetésével a polgáriiskola fiúcserkészcsapata újjá lett szervezve. 709. sz. Hatvani István néven le is igazolt a Magyar Cserkészszövetségben.
1939. március 20. Rozsnyó – megalakul a 714. sz. Gyöngyösi István csapat Kovács István hittanár parancsnoksága alatt a m. kir. állami magyar gimnáziumban.
1939. április. Pozsony * – ifj. dr. Aixinger László és Klatt Aurél hivatalosan megalakították a Szlovákiai Magyar Cserkészszövetséget a Szlovákiában maradt magyar cserkészcsapatokkal: pozsonyi Kiskárpátok, a Virágvölgyi Katolikus Kör (BKK), a pozsonypüspöki Szent László, a vereknyei Szent Imre, a vereknyei Szent Erzsébet, a főrévi, Nyitra környékéről két-három és Szepességről (Késmárk, Igló) három cserkészcsapat. Országos főparancsnok ifj. Dr. Aixinger László lett.
1939. május 1. – A 9. sz. Körlevélben több felvidéki cserkészcsapatot is igazoltak a Magyar Cserkészszövetség tagjaként: Komáromban a 255. Arany János és a 715. sz. II. Rákóczi Ferenc; Kassán a 256. sz. "Kund" cserkészcsapatot és 717. iparos továbbképző iskola cserkészcsapatát.
1939. május 20. – A Magyar Cserkészszövetség Országos Intézőbizottságának döntése a Felvidéki, azaz a "Pro libertate" emlékérem megalapításáról a Felvidék visszacsatolásának egyéves évfordulója alkalmából bronz és ezüst változatban. Az emlékérem megalapításáról és adományozásának szabályzatáról az 1939. június 1-jei körlevél számol be.
1939. Réte (a Récse megnevezés hibás) – A Magyar Cserkészszövetség a cserkészcsapatot 725-ös számú Arany János névvel a tagjai közé vette.
1939. július 5-20. Balatonföldvár – "Hazatérés" cserkésztábor a felvidéki és kárpátaljai magyar fiúk részére, összesen 300 fő.
1939. augusztus 1. – A 12. sz. Körlevélben több felvidéki cserkészcsapatot is igazoltak a Magyar Cserkészszövetség tagjaként: Rimaszombatban a 249. sz. Szentpétery József, a 722. sz. Horváth Zoltán és a 247. sz. Ferenczy István cserkészcsapatot.
1939. augusztus 1-10.(14). Rózsahegy (Nagy Fátra) * – a Szlovákiai Magyar Cserkészszövetség vezetőképző tábora. Augusztus 7-én (8-án) a tábort gr. Esterházy János is meglátogatta.
1939. augusztus. Gödöllő – Pax-Ting, az első cserkészleány-világtábor. Kassai, pozsonyi és rimaszombati, valamint további felvidéki csapatok leánycserkészei is részt vettek rajta. Összlétszám 10 000 fő volt, ebből 4000 volt a külföldi leánycserkész 32 leánycserkész-szövetséget képviselve.
1939. Kassa – megalakul a Hunfalvy János gimnázium cserkészcsapata 202. sz. Örvénykő néven.
1939. október 27. – Felvidéki, azaz a "Pro libertate" emlékérem megalapítása a Felvidék visszacsatolásának egyéves évfordulója alkalmából. A Magyar Cserkészszövetség azoknak a vezetőknek adományozza, akik a kisebbségi magyar cserkészet érdekében átlagon felüli, kimagasló érdemeket szereztek.
1940. január 14. Kassa – A kassai cserkészkerület alakuló gyűlése.
1940. január. Fülek – a Községi Iparostanonc-iskola 243. sz. "gr. Vécsey Károly" névvel cserkészcsapatot igazolt.
1940. március 1. Rozsnyó – A Magyar Cserkészszövetség Országos Intézőbizottsága levelében megszüntette a 714. sz. Gyöngyösi István csapatot, és helyette leigazolta a 714. sz. "Takács Menyhért" névvel a csapatot.
1940. Rimaszombat – a leánycserkészcsapat új parancsnoka Golda Ilona tanárnő. A Tompa Mihály cscs új parancsnoka Sándor Jenő tanár.
1940. április. Pozsony * – A Szlovák Iskolaügyi Minisztérium tiltó rendelete, melyben megtiltották a tanulóifjúságnak, hogy bármilyen cserkészcsapatba belépjen.
1940. április. Pozsony * – Tallóczy Károly körlevele, melyben felfüggeszti a diákcserkészek működését. Ez volt a szlovákiai magyar cserkészet "hattyúdala".
1940. nyár * – a Szlovák Belügyminisztérium nem hagyta jóvá a Szlovákiai Magyar Cserkészszövetség 1939 tavaszán benyújtott alapszabály-tervezetét, így a Szlovákiai Magyar Cserkészszövetségnek be kellett szüntetnie munkálkodását.
1940. ősz * – elsorvadt az eperjesi Sáros cserkészcsapat és a Pozsony környéki rajok is (Főrév, Vereknye, Püspöki) a szlovák tiltás miatt.
1940. Rimaszombat – a leánycserkészcsapat 219. sz. Blaha Lujza leánycserkészcsapattá alakult, amikor is egy ünnepség keretén belül leleplezték a névadó szobrát, és a csapat vezetését Pál Mária vette át.
1941. január 8. Kenya – Meghal lord R. Baden-Powell of Gilwell, a cserkészet alapítója.
1941. Pozsony * – a Kiskárpátok leánycserkészcsapat megszűnése, amelynek utolsó parancsnoka dr. Friebeisz Gyuláné volt.
1941 – a felvidéki cserkészcsapatok is táborba szálltak, az ún. "Csakazértis!" táborokba.
1942 – 30 éves a Magyar Cserkészet.
1942. Érsekújvár – a Kereskedelmi Szakközépiskola cserkészcsapatának parancsnoka Balogh tanár úr volt.
1942. május 10. Rimaszombat – a 709. sz. Hatvani István polgáriiskola fiúcserkészcsapatának parancsnokságát Balla Károly tanár vette át Kovács József tanártól.
1942. Komárom – Hites Kristóf (korábban Hrotkó Kristóf) a Jókai csapat parancsnoka
1942. november 14. Köbölkút – a Vak Bottyán csapat parancsnoka Arendás József tanító úr volt.
1943. Rimaszombat – A Tompa Mihály cscs új parancsnoka Smíd I. Lehel.

## 1945-1989 – A bujdosás évei
1945-ben Csehszlovákiában is feléledt a cserkészmozgalom, viszont csak szláv csapatok működhettek, ők is csupán 1948-ig. Itt szívesen fogadták az egykori magyar cserkészcsapatok neveltjeit, akik mint tisztek igen jól beváltak. Az itthon maradt magyar cserkészek választhattak: vagy beléptek a szláv csapatokba, vagy a titokban találkoztak. Volt még egy választás: a hallgatás. A Csehszlovák Cserkészetnek volt még egy rövid, de sorsdöntő időszaka. 1968-ban újraszerveződhettek, és két évig működhettek az ún. Prágai Tavasz ideje alatt. Ez a magyarázata, hogy Csehországban nagyon sok középkorú felnőtt ma is cserkészkedik.
Sok magyar cserkész, aki azokban az időkben elhagyta az országot, külföldön ismételten bekapcsolódott a cserkészetbe. Sokan az 1946-ban (a menekülttáborokban) megalakult magyar cserkészcsapatokban (a mai Külföldi Magyar Cserkészszövetség megalapítói) folytatták tevékenykedésüket – köztük Beszédes Lajos is. Olyanok is voltak, akik a befogadó országok cserkészszövetségeiben fejtettek ki jelentős cserkészmunkát.
1945. Kassa – néhány tucat magyar cserkésznek egészen 1950-ig sikerült élveznie a cserkészélet gyönyöreit a Művész Bábszínház megalakításával. A bujdosó cserkészek nyaranta még táboroztak is. 1950-től ezt a bátor, de illegális kezdeményezést közös elhatározással a hallgatással váltották fel a kassai Bujdosó Rákóczi Cserkészcsapat tagjai a túlélést választva.
1946. Köbölkút – Žitva Albert (Hosszú Nyíl) újraszervezi a cserkészcsapatot magyar és szlovák tagokkal, melyet 1948-ig vezetett a Csehszlovák Cserkészszövetségben. Utána már csak mint ifjúsági szervezet vezetője vezethette a cserkészetet – illegalitásban.
1968. kora tavasz. Csehszlovákia – a csehszlovák cserkészmozgalom ismételt, nem túl hosszú fellendülése. A Csemadok tervbe vette magyar csapatok szervezését, viszont a szlovák területi parancsnokság ezt elutasította. Tardoskedden sikerült is egy magyar cserkészcsapatot megszervezni, sajnos csak hetekig működhetett…

## 1989-től – Újrakezdtük!
A következő részben betekintést nyerhetünk a Szlovákiai Magyar Cserkészet úttörő munkájába. Ez az összeállítás tisztelgés mindazok előtt, akik merték vállalni magyar cserkészetüket az elmúlt évek folyamán. Merték vállalni, hogy az "emberebb ember, magyarabb magyar" elvhez ragaszkodjanak. Kívánjuk, hogy az ezt követő időszakban mind többen ismerjék fel a cserkészet társadalomformáló küldetését, mind több értékes tagja legyen a "liliomos seregnek"!
1990. január 19. Dunaszerdahely – A Csallóközben megjelent Hodossy Gyula: A cserkészmozgalomért! című írása, amely a Szlovákiai Magyar Cserkészszövetség megalakítását szorgalmazza
1990. február 9. Dunaszerdahely – Megalakult a Szlovákiai Magyar Cserkészszövetség előkészítő bizottsága.
1990. március 11. Dunaszerdahely – megtartotta alakuló ülését a Szlovákiai Magyar Cserkészszövetség (SZMCS). Megválasztották vezetőségét:
elnök: Hodossy Gyula.
tiszteletbeli elnök: Lőrincz János.
alelnökök: Csicsák Rudolf, Gábor Bertalan, Lőrincz Ildikó, Maitz László.
titkár: Haid Magda.
gazdasági vezető: Lelkes Tibor.
1990. március 25. Dunaszerdahely – az első elnökségi ülés.
1990. április 6. Pozsony – a szövetség hivatalos bejegyzése a Belügyminisztériumban.
1990. április 17. Pozsony – A Kulturális Minisztérium engedélyezte a Cserkész c. lap megjelentetését.
1990. május 1. – megkezdte működését a szövetség Központi Irodája.
1990. május 5. Rimaszombat – második elnökségi ülés.
1990. május 14-18. Románia – Az SZMCS képviseletében Lőrincz Ildikó és Hodossy Gyula részt vett a Romániai Magyar Cserkészszövetség alakuló táborozásán.
1990. június 9. Érsekújvár – harmadik elnökségi ülés
1990. június 25. – a Szlovák és a Cseh Cserkészszövetségnél felvételünket kértük a Cseh-Szlovák Cserkészunióba.
1990. július 5. – Megjelent a Cserkész 1. száma.
1990. július 14. Pozsony – negyedik elnökségi ülés
1990. július 22. – augusztus 4. Eibisberg – Cserkésztiszti vezetőképző tábor a Külföldi Magyar Cserkészszövetség rendezésében. Az Szlovákiai Magyar Cserkészszövetség hét cserkészét itt képezték ki cserkésztisztté.
1990. augusztus 11-19. Bodak – első őrsvezető képző tábor
1990. szeptember 15. Nagykapos – ötödik elnökségi ülés
1990. október 20-21. Komárom – öregcserkészek fogadalomtételének felújítása, cserkésztiszti fogadalomtétel, a 2. sz. Jókai Mór Cserkészcsapat avatása. Csapatparancsnok: Maitz László.
1990. december 1-2. – Előadások a cserkészetről őrsvezetők, cserkésztisztek és segédtisztek számára.
1990. december 1. Losonc – hatodik elnökségi ülés.
1990. december 15. Dunaszerdahely – A dunaszerdahelyi járás alakuló cserkészcsapatainak találkozója.
1991. február 1-3. Dunaszerdahely – az Szlovákiai Magyar Cserkészszövetség új alapszabályának előkészítése
1991. február 8-10. Baden-Baden – A Külföldi Magyar Cserkészszövetség tiszti konferenciája. Szövetségünket öten képviselték.
1991. február 12. Budapest – a Magyar Cserkészfórum megalapításának előkészítése a Magyarok Világszövetségén.
1991. március 15. Pozsony – A 3. sz. Kiskárpátok Hunyadi Mátyás Cserkészcsapat megalakulása.
1991. április 6. Dunaszerdahely – A SZMCS II. Közgyűlése. A Közgyűlés elfogadta az SZMCS új alapszabályzatát, és egyúttal a következő tisztségeket választotta meg:
Elnök: Ing. Ajpek Gabriella
Ügyvezető elnök: Hodossy Gyula
Intéző Bizottság: Csicsák Rudolf, Mihajlovics József, Palágyi Zoltán, Rebres Péter, Szakál László, Ing. Vörös Attila
Ellenőrző Bizottság: Ing. Cséplő Ferenc, dr. Haid Magda, dr. Tóth Tihamér
Fegyelmi Bizottság: Farkas Mihály, Orosházy Lajos, Paxy László
Külügyi képviselet: Ing. Hodossy Károly
1991. április 6. Dunaszerdahely – Megtartotta első ülését az Intéző Bizottság. A Szlovákiai Magyar Cserkészszövetség tiszteletbeli elnökeivé Gábor Bertalant, Lőrincz Jánost, Orosházi Lajost és Paxy Lászlót választották.
1991. április 13. Brünn – A Cseh-Szlovák Cserkészunió ülése. A Szlovákiai Magyar Cserkészszövetség képviseletében: Ing. Ajpek G. Ing. Hodossy K. Hodossy Gy.
1991. április 20. Rimaszombat – a 4. sz. Hatvani István Cserkészcsapat megalakulása. Parancsnoka Ing. Vörös Attila.
1991. április 28. Várkony – az 5. sz. Szent Jakab Cserkészcsapat fogadalomtétele. Parancsnoka Uher Rudolf.
1991. május 3. Nagykapos – a 6. sz. Mécs László Cserkészcsapat megalakulása Rebres Péter parancsnoksága alatt.
1991. május 11. Zselíz – Intéző Bizottság II. ülése.
1991. május 19-20. Dunaszerdahely – munkalátogatást tett nálunk a Cserkészmozgalom Világszövetségének két küldötte: P.J. Kroonenberg és The Schneider.
1991. május 25. Érsekújvár – a 7. sz. Czuczor Gergely Cserkészcsapat fogadalomtétele Török László parancsnoksága alatt.
1991. május 26. Kisráska – Molnár Iveta parancsnokságával megalakult a 8. sz. Erdélyi János Cserkészcsapat.

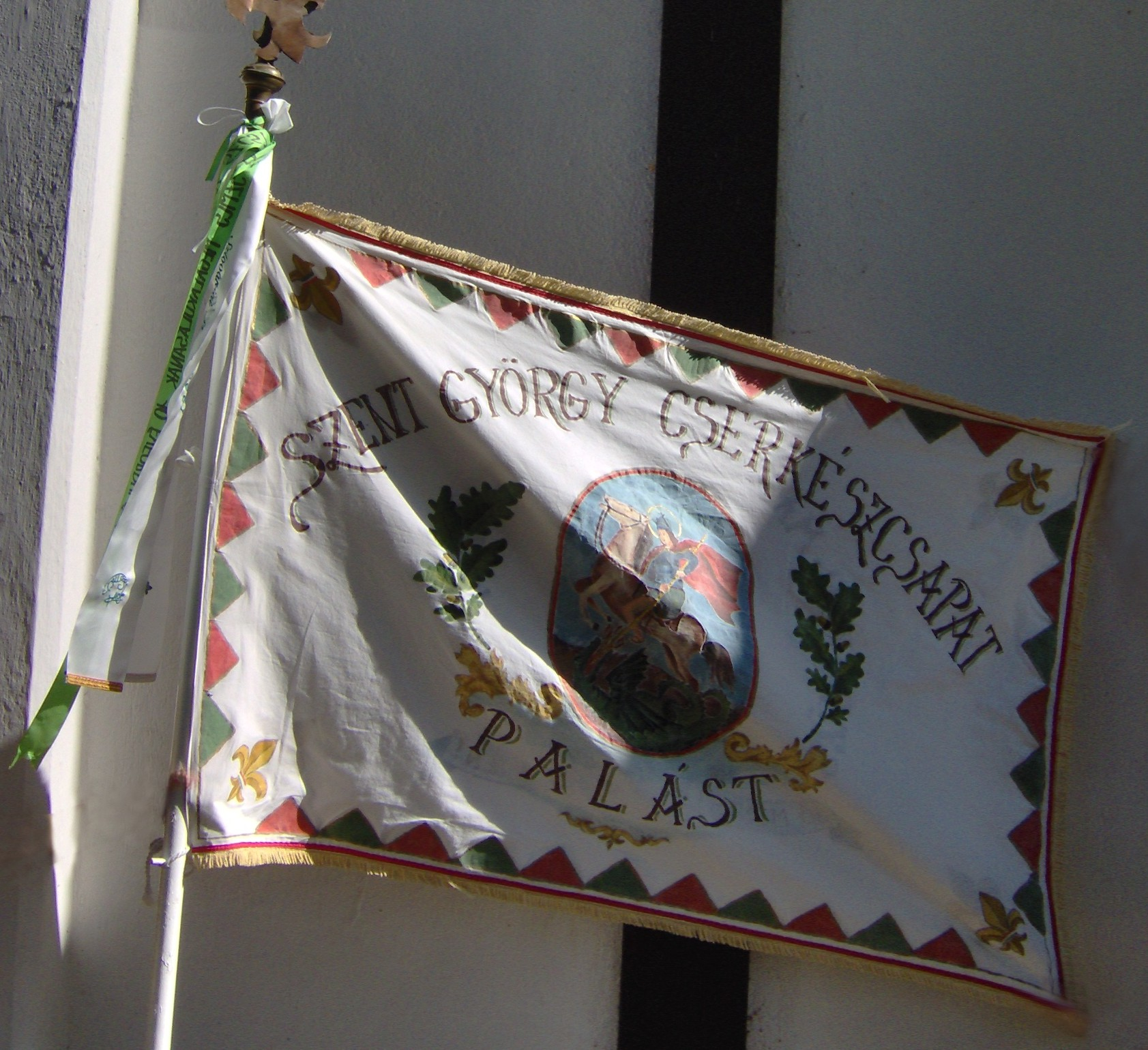
A Szent György Cserkészcsapat zászlója

1991. június 15. Palást – Intéző Bizottság III. ülése. A 9. sz. Szent György Cserkészcsapat megalakulása. Parancsnoka Hojsza Zoltán.
1991. június 16. Dunaszerdahely – A 10. sz. Szent György Cserkészcsapat megalakulása. Parancsnoka Ajpek Gabriella.
1991. június 29. – július 7. Palást – Segédtiszti táborozás. Táborparancsnok: Szemerédi Tibor cserkésztiszt Bécsből.
1991. július 9-20. Felvidék – A Külföldi Magyar Cserkészszövetség szlovákiai mozgótábora a Szlovákiai Magyar Cserkészszövetség vendéglátásában.
1991. július 14-26. Gödöllő – A Külföldi Magyar Cserkészszövetség által rendezett közép-kelet-európai tisztképző tábor. Táborparancsnok: Bodnár Gábor. Szövetségünk képviseletében tiszti képzésben részesült: Ing. Hodossy Károly, Mihajlovics József, Ižol Anna, Kálazi Mónika, Kukoricás Róbert, Sárai Attila, Smola Jaroszláv, Vörös Csaba.
1991. július 20. Gödöllő – A Magyar Cserkészfórum megalakulása és a tisztviselők megválasztása. Tiszteletbeli elnök: Bodnár Gábor (KMCSSZ), elnök: Szemerédi Tibor (KMCSSZ), alelnök: Arató László (MCSSZ), főtitkár: Hodossy Gyula (SZMCS)
1991. július 20-30. Szilistye – Őrsvezetőképző tábor. Táborparancsnok: Vörös Attila.
1991. július 27. Szilistye – Intéző Bizottság IV. ülése.
1991. július 27. – augusztus 3. Tallós – Néprajzi tábor a Csehszlovákiai Magyar Néprajzi Társaság és a Szlovákiai Magyar Cserkészszövetség közös rendezésében.
1991. szeptember 13-15. Jászóvár – I. Tiszti Konferencia. A Szlovákiai Magyar Cserkészszövetség ünnepélyes keretek között Főcserkésszé választotta Bartal Károly Tamást, a premontrei rend apátját.
1991. október 11-13. Velence-Fürdő – A Magyar Cserkészfórum I. ülése (Bauer T. Kálazi M. Hodossy Gyula.)
1991. október 18. Rimaszombat – VI. Intéző Bizottság ülés.
1991. november 16. Egyházfa – A 11. sz. Szent Imre Cserkészcsapat avatása. Csapatparancsnok: Paxy László.
1991. november 18. Rimaszombat – A Szlovákiai Ifjúsági Tanács (RMS) közgyűlése. Szövetségünket Hodossy Gyula ügyvezető elnök és Hodossy Júlia gazdasági vezető képviselték.
1991. november 24. Rimaszombat – Hatvani István emléktábla leleplezése, aki a helyi cserkészcsapat névadója
1992. január 1. Dunaszerdahely – A Szlovákiai Magyar Cserkészszövetség egyszemélyes tulajdonosként Lilium Aurum néven kft.-t alapított kereskedelmi, könyvkiadói és nyomdai részleggel.

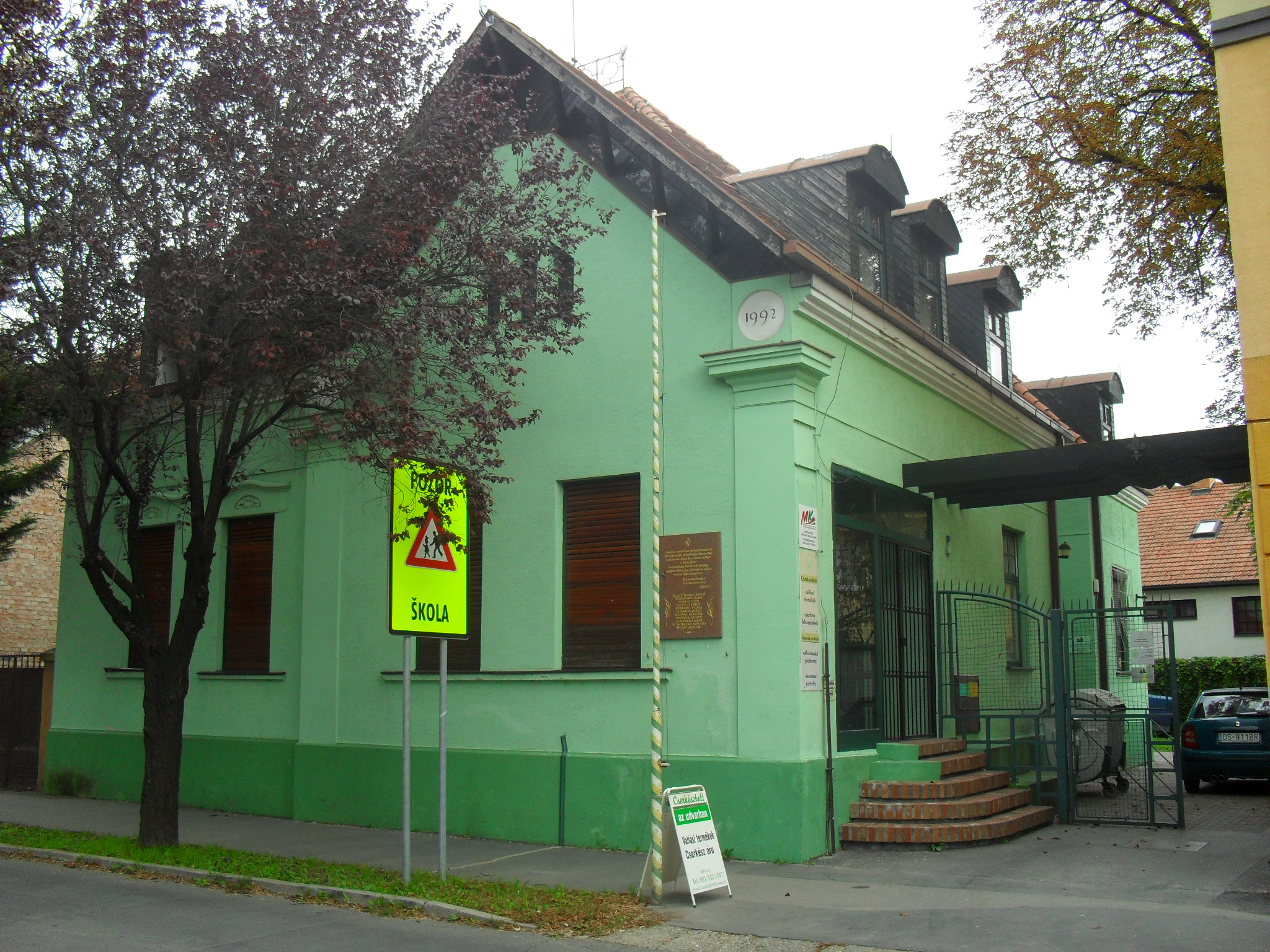
Cserkészotthon Dunaszerdahelyen

1992. január 7. Dunaszerdahely – A városi önkormányzat egy átépítésre szoruló épülethez juttatta szövetségünket a szövetség székházának mielőbbi megteremtése érdekében.
1992. január 11. Somorja – Kis Cserkészmanó buli. A Szlovákiai Magyar Cserkészszövetség által a beteg gyermekek megsegítésére alapított Campana Aurea Alapítvány munkájának ünnepélyes meghirdetése.
1992. február 7. Szepsi – A 12. sz. Bercsényi Miklós Cserkészcsapat avatása. Csapatparancsnok Vitéz László.
1992. február 22. Palást – Intéző Bizottság VII. ülés.
1992. február 22. Palást – II. Tiszti Konferencia cserkészbállal összekötve.
1992. február 27. Gyűgy – Őrsvezető továbbképző találkozó.
1992. március 15. Pered – A 13. sz. Teleki Pál Cserkészcsapat avatása. Csapatparancsnok Lelovics János.
1992. március 19. Pozsony – A Szlovákiai Ifjúsági Tanács (RMS) székházában elkezdi munkáját szövetségünk irodája. Irodavezető Wurster Olívia.
1992. március 28. Dunaszerdahely – Intéző Bizottság VIII. ülés.
1992. április 3-5. Zselíz – Lelkigyakorlat szövetségünk tisztjei számára.
1992. április 11. Érsekújvár – Találkozó a Körzeti Cserkésztanácsok elnökei és pénztárosai részére.
1992. április 24-26. Velence – A Magyar Cserkészfórum 2. ülése.
1992. május 9. Lekér – A 14. sz. Zoltán Cserkészcsapat avatása. Csapatparancsnok: Brachna Szilvia.
1992. május 9. Zselíz – A 15. sz. Julianus Cserkészcsapat avatása. Csapatparancsnok: Belák Klára.
1992. május 10. Bős – A 16. sz. Széchenyi István Cserkészcsapat avatása. Csapatparancsnok: Eke Győző.
1992. május 16. Palást – Országos Cserkészmajális.
1992. május 22. Kassa – A 17. sz. II. Rákóczi Ferenc Cserkészcsapat avatása. Csapatparancsnok: Ing. Magyar Ferenc. – A 18. sz. Kazinczy Ferenc Cserkészcsapat avatása. Csapatparancsnok: Valkó Béla.
1992. május 29. Köbölkút – A 25. sz. Stampay János Cserkészcsapat avatása. Csapatparancsnok: Hógenbuch Terézia.
1992. május 31. Pozsonypüspöki – A 19. sz. Árpád-házi Szent Erzsébet Cserkészcsapat avatása. Csapatparancsnok: Wurster Olívia.
1992. június 14. Dióspatony – A 20. sz. Szent Gábriel Cserkészcsapat avatása. Csapatparancsnok: Lelkes Sándor.
1992. június 20. Kürt – A 22. sz. Májer István Cserkészcsapat avatása. Csapatparancsnok: Kálazi Mónika.
1992. június 28. Nagymegyer – A 23. sz. Arany János Cserkészcsapat avatása. Csapatparancsnok: Takács Endre.
1992. június 27. – július 11. Palást – Vezetőképző táborok: segédtisztképző Uher Rudolf, őrsvezetőképző Lelovics János, mintatábor Vitéz László parancsnoksága alatt.
1992. július 8-18. Gödöllő – A Külföldi Magyar Cserkészszövetség által rendezett közép-kelet-európai tisztképző tábor. Táborparancsnok: Locker M. Margit. Szövetségünk képviseletében tiszti képzésben részesültek: Baloghné Beck Katalin, Fazekasné Pharm. dr. Szabó Gabriella, Gasparecz Tihamér, Kis Péter, Palágyi Zoltán, Takács Attila, Hodossy Ágnes, Uher Rudolf, Pharm. dr. Kovács Gabriella.
1992. július 11-19. Tallós – Néprajzi tábor a Csehszlovákiai Magyar Néprajzi Társaság és a Szlovákiai Magyar Cserkészszövetség közös rendezésében.
1992. július 26. Ekecs – A 21. sz. Szent László Cserkészcsapat avatása. Csapatparancsnok: Smola Jaroszláv.
1992. augusztus 1-2. Kastl – A Külföldi Magyar Cserkészcsapat Hárshegyi Cserkészparkjának ünnepélyes megnyitója (Mihajlovics J. Vörös A. Maitz L. Hodossy K.)
1992. augusztus 19. Budapest – A Magyarok Világszövetségének Közgyűlése. Szövetségünket Ing. Magyar Ferenc cserkésztiszt képviselte.
1992. augusztus 22. Dunaszerdahely – Intéző Bizottság IX. ülés.
1992. szeptember 19. Ipolyság – A 27. sz. Szent Imre Cserkészcsapat avatása. Csapatparancsnok Králik Ferenc.
1992. szeptember 20. Gelle – A 26. sz. Szent Péter és Pál Cserkészcsapat avatása. Csapatparancsnok Zirig Katalin.
1992. szeptember 25. Dunaszerdahely – Intéző Bizottság X. ülés.
1992. szeptember 26. Dunaszerdahely – Székházavató ünnepség. Ökumenikus istentisztelet. Igét hirdetett Bartal Károly Tamás premontrei apát, a Szlovákiai Magyar Cserkészszövetség Főcserkésze és Görözdi Miklós, a református egyház dunaszerdahelyi egyházkerületének az esperese. A Szlovákiai Magyar Cserkészszövetség székházának, zászlajának és lobogójának a felszentelése.
1992. október 4. Budapest – Schniererné dr. Wurster Ilona és az SZMCS küldöttsége részt vett a gr. Esterházy János emléktábla leleplezésén.
1992. október 9. Dunaszerdahely – Vendégül láttuk Sinkovits Imre színművészt, öregcserkészt.
1992. október 10. Fél – A 24. sz. Szent László Cserkészcsapat avatása. Csapatparancsnok Varsányi Borbála.
1992. október 23. Jászóvár – Intéző Bizottság XI. ülés.
1992. október 23-25. Jászóvár – III. Tiszti Konferencia.
1992. november 13-15. Budapest – A Magyar Cserkészfórum III. ülése. Szövetségünket Schniererné dr. Wurster Ilona és Mihajlovics József képviselték
1992. november 25. Dunaszerdahely – Szövetségünk székházát meglátogatta Tom Lantos, az Amerikai Egyesült Államok demokrata párti kongresszusi képviselője.
1992. november 27. Dunaszerdahely – Intéző Bizottság XII. ülés.
1992. december 5. Palást – "Szimat-buli" a palásti cserkészek rendezésében.
1992. december 10-13. Dunaszerdahely – Szövetségünk vendége volt dr. Szabó György biokémikus orvosprofesszor az USA-ból.
1993. január 23. Kassa – Intéző Bizottság XIII. ülés.
1993. február 12-13. Dunaszerdahely – IV. Tiszti Konferencia.
1993. február 14. Dunaszerdahely – Találkozó a Szlovák Cserkészszövetség képviselőivel.
1993. február 25-28. Gyűgy – 2. Őrsvezető Továbbképző.
1993. március 6. Dunaszerdahely – Rendkívüli Tisztújító Közgyűlés.
Elnök: Ing. Ajpek Gabriella
Ügyvezető Elnök: Hodossy Gyula
Intéző Bizottság: Ing. Massányi Lajos, Varsányi Borbála, dr. Török József, Zsidó János, Takács Attila, Mihajlovics József.
Fegyelmi Bizottság: Paxy László, Orosházi Lajos, Lőrincz János.
Ellenőrző Bizottság: Ing. Cséplő Ferenc, Ing. Ravasz György, Jandura Angelika.
1993. március 6. Dunaszerdahely – Intéző Bizottság 1. ülés.
1993. március 11. Dunaszerdahely – Intéző Bizottság 2. ülés.
1993. március 16. Pozsony – A Szlovákiai Ifjúsági Tanács (RMS) Rendkívüli Közgyűlése. Szövetségünket Wurster Olívia cserkésztiszt és Hodossy Júlia gazdasági vezető képviselték.
1993. március 18. Dunaszerdahely – Intéző Bizottság 3. ülés.
1993. április 1. Dunaszerdahely – Intéző Bizottság 4. ülés.
1993. április 2-5. Dunaszerdahely – A Szlovákiai Magyar Cserkészszövetség a Magyar Ifjú Kereszténydemokraták Szövetségével közösen gyűjtést szervezett a boszniai menekültek számára.
1993. április 3-4. Dunaszerdahely – A Csemadok Országos Közgyűlése. Szövetségünket Hodossy Gyula ügyvezető elnök képviselte.
1993. április 24. Dunaszerdahely – A Szlovákiai Magyar Cserkészszövetség III. Országos Közgyűlése.
1993. április 29. – május 2. – A Magyar Cserkészfórum ülése. A találkozó központi témája a környezetvédelem. Szövetségünket Ajpek Gabriella és Hodossy Gyula képviselte.
1993. május 6. Dunaszerdahely – Az Országos Cserkésztanács I. ülése.
1993. május 8. Udvard – A 28. sz. Kaszap István Cserkészcsapat avatása. Csapatparancsnok Balaskó Blanka.
1993. május 9. Ipolykeszi – A 29. sz. Ipolyi Arnold Cserkészcsapat avatása. Csapatparancsnok Bodzsár Anikó.
1993. május 13. Dunaszerdahely – A Végrehajtó Testület I. ülése.
1993. május 16. Királyhelmec – A 30. sz. Szent István király Cserkészcsapat avatása. Csapatparancsnok Paholics Gábor.
1993. május 22. Szímő – A 31. sz. Szent Márton Cserkészcsapat avatása. Csapatparancsnok Takács Anita.
1993. május 22-23. Pozsony – "Mátyás király udvarában." A Cserkésznap szervezői a pozsonyi cserkészek.
1993. június 3. – A Végrehajtó Testület II. ülése.
1993. június 20. Diószeg – A 33. sz. Kaszap István Cserkészcsapat avatása. Csapatparancsnok Takács Attila.
1993. június 22. Dunaszerdahely – A Szövetségi Cserkésztanács II. ülése.
1993. július 1-10. Budapest – A Külföldi Magyar Cserkészszövetség tisztképző tábora az Ady-Ligetben. Táborparancsnok Bodnár Gábor cserkésztiszt. Szövetségünk képviseletében tiszti képzésben részesült: Eke Győző, Jandura Angelika, Lépes Lóránt, Paholics Gábor, Szalai László, Tarabčíkné V. Katalin, Wurster Olívia.
1993. július 4. Szőgyén – A 32. sz. Szent Mihály Cserkészcsapat avatása. Csapatparancsnok Stégmár Katalin.
1993. július 10-22. Palást – 3. sz. Segédtiszt-képző tábor. Táborparancsnok: Maitz László.
1993. július 12-21. Palást – 4. sz. Őrsvezető-képző és mintatábor. Táborparancsnok: Hodossy Gyula, illetve Takács Attila.
1993. július 24. Bátorkeszi – A 34. sz. Kováts József Cserkészcsapat avatása. Csapatparancsnok Szász Krisztián.
1993. július 31. – augusztus 9. Gödöllő – A Magyar Cserkészszövetség Emléktábora. Szövetségünket 60 cserkész képviselte. A Kárpátok altábor parancsnoka Bánó Gergely.
1993. augusztus 12-22. Fillmore (USA) – A Külföldi Magyar Cserkészszövetség vezetőképző tábora. Tiszti képzésben részesült: Hodossy Gyula és Hodossy Júlia.
1993. szeptember 8. – A Végrehajtó Testület III. ülése.
1993. szeptember 18. Marcelháza – A 35. sz. Baranyai János Cserkészcsapat avatása. Csapatparancsnok Tóth Szilvia. Mini-foci országos elődöntő, győztesei bekerültek a Budapesten megrendezett döntőbe. Manó-buli a Szlovákiai Magyar Cserkészszövetség és a Campana Aurea Alapítvány közös rendezvénye.
1993. október 1-3. Dunaszerdahely – Tiszti Konferencia.
1993. október 8. Rimaszombat – Az Országos Cserkésztanács III. ülése.
1993. október 9. Tornalja – a 36. sz. Tompa Mihály Cserkészcsapat fogadalomtétele. Csapatparancsnok Sipkai Sándor.
1993. október 9. Budapest – A Mini-foci kispályás futball-bajnokság döntüje. A döntőbe került hazai csapatok: Egyházgelle, Szőgyén, Marcelháza, Dunaszerdahely.
1993. október 20. Rimaszombat – "A rimaszombati cserkészet 80 éve" címen kiállítás nyílt meg.
1993. október 22. Budapest – Ifjúsági emlékünnepség 1956 hőseinek és áldozatainak tiszteletére. Szövetségünket Ritter Anita, Kovácsovics Éva, Bognár Mária és Gasparecz Tihamér képviselte.
1993. október 23. Dunaszerdahely – Jótékonysági est "A szlovákiai magyar cserkészetért". A műsorban felléptek: a Nagymegyeri Alapiskola Kamarakórusa Ág Tibor vezetésével, a Kincskereső és a Kaláka együttes.
1993. november 6. Dunaszerdahely – "Világcserkészet 1993" néven kiállítást nyílt Franco Benucci és Josef Bojanovský magángyűjteményéből.
1993. november 26. Dunaszerdahely – Az Országos Cserkésztanács IV. ülése.
1993. december 4. Palást – Szimat-buli a palásti cserkészek rendezésében.
1993. december 19-23. Pozsony-Beregszász-Pozsony – A pozsonyi cserkészek útja Szlovákia és Kárpátalja magyarlakta területein: a Betlehemi Láng szétosztása.
1994. január 15. Dunaszerdahely – Megjelent a Katedra című pedagógiai-informatív havilap 0. száma. Főszerkesztő: Hodossy Gyula, szerkesztő: H. Kubik Katalin.
1994. január 20. Dunaszerdahely – A Végrehajtó Testület ülése.
1994. február 5. Szőgyén – A Szlovákiai Magyar Cserkészszövetség I. Jótékonysági Bálja.
1994. február 13. Pozsony – Elkezdődött Cserkészhíradó címen egy 10 perces rádióadás a Szlovák Rádió magyar adásának jóvoltából a Szlovákiai Magyar Cserkészszövetség életéről.
1994. február 13-19. Dzietnyiki – Leánycserkészek találkozója. Szövetségünket Lőrincz Ildikó és Klempa Mária képviselte.
1994. február 25. Dunaszerdahely – Az Országos Cserkésztanács V. ülése.
1994. március 3-6. Path – Őrsvezető továbbképző tanfolyam. Táborparancsnok Uher Rudolf.
1994. március 7. Pozsony – A Szlovák Cserkészszövetség (SLSK) országos központjában tárgyalás a tervezett össz-szlovákiai cserkészszövetség megalakításáról. A közös cserkészszervezetről nem sikerült döntést hozni.
1994. március 11-13. Dunaszerdahely – Cserkésztisztek és segédtisztek lelkigyakorlata. A lelkigyakorlat vezetői Nyíredi Maurus OSB és Zsidó János esperesplébános voltak.
1994. március 15. Budapest – A Magyar Cserkészszövetség díszelőadása az Operaházban. Az Erkel Ferenc: Bánk bán c. operájának bemutatóján részt vett a Szlovákiai Magyar cserkészszövetség.
1994. április 12. Nyitra – A Pedagógiai Főiskola Hungarisztikai Tanszékén a cserkészmozgalomról népszerűsítő előadást tartott Hodossy Gyula. Az ezt követő cserkész mintafoglalkozást Ajpek Gabriella vezette.
1994. április 14. Dunaszerdahely – A Mozgalmi Testület ülése.
1994. április 17. Balony – A 38. sz. Szent Kristóf Cserkészcsapat fogadalomtétele. Csapatparancsnok Belucz Károly segédtiszt.
1994. április 22. Dunaszerdahely – Az Országos Cserkésztanács VI. ülése.
1994. április 23. Pozsony – A Szlovák Cserkészszövetség Közgyűlése. Szövetségünket hárman képviselték.
1994. április 24. Komárom – Imanap. A nagyszabású egyházi rendezvényén számos cserkészcsapat képviseltette magát.
1994. április 30. Nagymegyer – A Nemzetközi Családév szlovákiai magyar rendezvényeinek megnyitója. A család szerepéről és helyzetéről előadást tartott többek között Bartal Károly Tamás apát, Főcserkész. A sportpályán a nagymegyeri cserkészek segédkeztek a rendezőknek, valamint Ajpek Gabriella cserkészfoglalkozást vezetett.
1994. május 1. Izsa – A Leányvár római tábornál nagyszabású majális, melyen Szövetségünk számos csapata képviseltette magát. A cserkészfoglalkozást Tóth Szilvia segédtiszt vezette.
1994. május 8. Kéménd – II. Gyermek folklórtalálkozó. Szövetségünket a szőgyéni cserkészek képviselték.
1994. május 13-15. Budapest – A Magyar Cserkészfórum ülése. Szövetségünket Gasparecz Tihamér Országos Titkár képviselte.
1994. május 22. Vágkirályfa – A 37. sz. Szent István király Cserkészcsapat avatása. Csapatparancsnok Szatmár Tibor.
1994. május 29. Lelesz – A 43. sz. Szent László Király Cserkészcsapat avatása. Csapatparancsnok Paholics Gábor cserkésztiszt.
1994. június 3-5. Palást – A Végrehajtó Testület ülése. A vezetőképző táborok vezetőségének megbeszélése.
1994. június 12. Somorja – A 41. sz. Árpád vezér Cserkészcsapat avatása. Csapatparancsnok Varjú Péter segédtiszt.
1994. június 17. Dunaszerdahely – Az Országos Cserkésztanács VII. ülése.

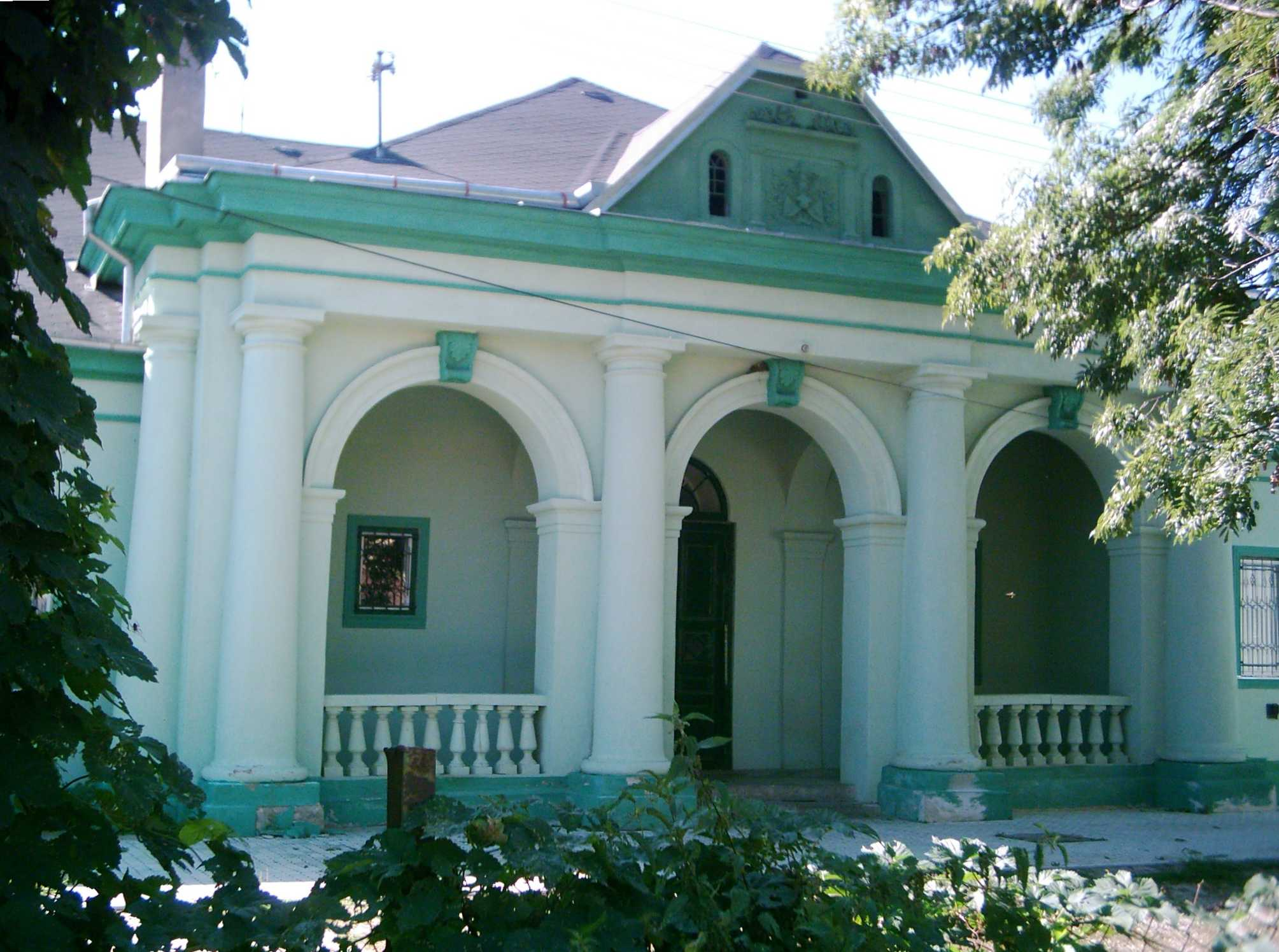
A vezetőképző központ Paláston

1994. július 3. Palást – A Szlovákiai Magyar Cserkészszövetség vezetőképző központjának, az Ivánka-kastélynak ünnepélyes felszentelése.
1994. július 8-16. Palást – A KMCSSZ által rendezett közép-kelet-európai tisztképzőtábor a Beszédes Lajos Cserkészparkban. Táborparancsnok: Bodnár Gábor. Szövetségünk képviseletében tiszti kiképzésben részesültek: Belucz Károly, Csajka István, Gálik Zsuzsa, Komzsík Attila, Sipkai Sándor, Szatmár Tibor, Takács Anita, Tóth Szilvia, Török András, Varjú Péter, Zirig Katalin.
1994. július 8-16. Palást – A KMCSSZ által rendezett kiscserkész-őrsvezetőképző tábor a Beszédes Lajos Cserkészparkban. Táborparancsnok: Farkas Ágnes.
1994. július 8-16. Palást – Kiscserkész mintatábor az Ivánka-kastélyban. Táborparancsnok: Bauer Tünde.
1994. július 16. Palást – A Beszédes Lajos Cserkészpark ünnepélyes felszentelése, kopjafaállítás. Beszédet mondtak: Lendvai-Lintner Imre, a KMCSSZ ügyvezető elnöke, Boros Jenő, a Magyar Köztársaság Szlovákiai nagykövete, Massányi Lajos, az OCST elnöke és Hodossy Gyula, az SZMCS országos elnöke. A felszentelést Paxy László róm. kat. esperes végezte, áldást mondott Görözdi Miklós ref. esperes.
1994. július 16. Palást – A Szlovákiai Magyar Cserkészszövetség vezetőképző táborai. Főparancsnok: Hodossy Gyula. Gilwell tábor Maitz László, őrsvezetőképző tábor Uher Rudolf és mintatábor Csajka István parancsnoksága alatt.
1994. augusztus 26. Dunaszerdahely – Az Országos Cserkésztanács VIII. ülése.
1994. szeptember 3. Udvard – Az Érsekújvári KCST nyilvános cserkésznapja.
1994. szeptember 1-4. Leányfalu – II. Magyar Öregcserkész találkozó.
1994. szeptember, Dunaszerdahely – megjelent dr. Kálmán László: A rimaszombati cserkészcsapatok története kiadvány.
1994. szeptember 15-18. Budapest – A Magyar Cserkészfórum őszi ülése. Az ülésen és az azt követő médiatanfolyamon szövetségünket Bodor Tibor, Csémi Szilárd, Lelovics János, Vízi Andrea és Hodossy Gyula képviselte.
1994. szeptember 16. Komárom – "A magyar cserkészet múltja és jelene" c. kiállítás megnyitója. Tudományos tanácskozás "Cserkészet és néprajz" címen.
1994. szeptember 17. Komárom – Az Öregcserkészek Fórumának alakuló ülése.
1994. szeptember 24. Pozsony – A Szlovák Cserkészszövetség (SLSK) és a Szlovákiai Magyar Cserkészszövetség képviselőinek találkozója, melyen Jean-Pierre Isbendjian, a Cserkészmozgalom Világszervezete Európai Régiójának főtitkára is részt vett.
1994. szeptember 24-25. Kastl – A Külföldi Magyar Cserkészszövetség 6. sz. Európai Akadályversenye. Szövetségünket a bősi, várkonyi, ipolysági cserkészek képviselték.
1994. október 3. Dunaszerdahely – A Mozgalmi Testület ülése.
1994. október 8. Kassa – Manó-buli.
1994. október 15. Bábindal – A 45. sz. Szent Ágoston Cserkészcsapat avatása. Csapatparancsnok Gálik Zsuzsanna cserkésztiszt.
1994. október 21-23. Palást – Segédtisztek továbbképző tanfolyama.
1994. október 22. Budapest – A Magyarok Világszövetségének gyűlése. Szövetségünket Hodossy Gyula képviselte.
1994. október 26. Dunaszerdahely – Országos Cserkésztanács IX. ülése.
1994. október 29. Losonc – Dr. Szilassy Aladár és Scherer Lajos tiszteletére rendezett emlékünnepség. Emléktábla leleplezés. "A magyar cserkészet forrásainál" c. könyv bemutatója.
1994. november 4-6. Dunaszerdahely – Gyakorló cserkésztisztek továbbképzője.
1994. november 11-13. Komárom – Segédtisztek továbbképző tanfolyama.
1994. november 22. Dunaszerdahely – Az Országos Cserkésztanács X. rendkívüli ülése.
1994. december 2-4. Komárom – Segédtisztek továbbképző tanfolyama.
1994. december 10. Dunaszerdahely – A Szlovákiai Magyar Cserkészszövetség Rendkívüli Közgyűlése. A Közgyűlés leváltotta Hodossy Gyula elnököt. Az új elnök Maitz László lett.
1994. december 19. Dunaszerdahely – Az Országos Cserkésztanács XI. ülése. Maitz László meghatározatlan időre felfüggesztette elnöki teendőinek végzését. A Cserkésztanács a szövetség ügyvezetésével Hodossy Gyulát bízza meg.
1994. december 21-23. Pozsony-Nagykapos-Pozsony – A Pozsonyi Kiskárpátok Hunyadi Cserkészcsapat széthordta a Betlehemből érkezett lángot.
1994. december 29. Dunaszerdahely – Az Országos Cserkésztanács XII. ülése.
1995. január 13. Dunaszerdahely – A Mozgalmi Testület ülése.
1995. január 20. Komárom – Az Országos Cserkésztanács XIII. ülése.
1995. február 11. Somorja – A Szlovákiai Magyar Cserkészszövetség II. Jótékonysági Bálja.
1995. február 17. Dunaszerdahely – Az Országos Cserkésztanács XIV. ülése. A Cserkésztanács visszahívta Hodossy Gyulát, és helyette Magyar Ferenc cserkésztisztet válassza meg a Szövetség ügyvezető elnökévé.
1995. február 24-26. Komárom – Segédtisztek továbbképző tanfolyama.
1995. március 2-5. Palást – Őrsvezetők továbbképző hétvégéje. A táborparancsnok Uher Rudolf cserkésztiszt.
1995. március 11. – 5 éves a Szlovákiai Magyar Cserkészszövetség.
1995. március 17. Dunaszerdahely – az Országos Cserkésztanács XV. ülése.
1995. április 14-20. Csallóköz – A Külföldi Magyar Cserkészszövetség Európai Kerületének húsvéti regösútja a Szlovákiai Magyar Cserkészszövetség cserkészeinek segítségével.
1995. április 19. Léva – a 46. sz Kittenberger Kálmán Cserkészcsapat megalakulása. A parancsnoksággal Csáky Erzsébet lett megbízva. Az Szlovákiai Magyar Cserkészszövetséget Magyar Ferenc ügyvezető elnök és Uher Rudolf vezetőképző vezetőtiszt képviselték.
1995. április 21. Palást – a szövetség Mozgalmi Testületének ülése. Ugyanakkor az Országos Cserkésztanács XVI. ülése.
1995. április 22. Palást – Tiszti Konferencia, melyet Vitéz László vezetőtiszt vezetett.
1995. május 12. Dunaszerdahely – XVII. ülése az Országos Cserkésztanácsnak. A tanács kizárta a szövetség tagjai sorából Hodossy Gyula volt elnököt.
1995. május 27. Érsekújvár – A Czuczor Gergely cserkészcsapat szervezésében Manóbuli
1995. június, Dunaszerdahely – A Cserkész e havi számát Demecs István szerkesztette, miután a Cserkész előző szerkesztősége befejezte működését.
1995. június 3. Csenke – megalakult a Szent Imre cserkészcsapat, parancsnoka Nagy István lett. A zászlószentelés és a cserkészek megáldása felszólalt Schniererné dr. Wurster Ilona cserkésztiszt is, az Szlovákiai Magyar Cserkészszövetség küldötte.
1995. június 3-4. Brünn – a Junák, a cseh fiú és leánycserkészek szövetségének VIII. Közgyűlése. A Szlovákiai Magyar Cserkészszövetség nevében Magyar Ferenc ügyvezető elnök köszöntötte a közgyűlést.
1995. június 15. Dunaszerdahely – az Országos Cserkésztanács XVIII. ülése
1995. június 9-11. Zsíp – rovertalálkozó színvonalas előadásokkal a Rimaszombati járásban.
1995. június 16-25. Budapest – A Magyar Cserkészszövetség III. központi kiscserkész vezetőképző tábora. Szövetségünket ketten képviselték a Kiscserkész-őrsvezető vezetőképző altáborban: Gróf Tamás és Karaffa Attila.
1995. június 21-25. Budapest – A Magyar Cserkészszövetség III. központi kiscserkész vezetőképző tábora. Szövetségünket ketten képviselték a Kiscserkész-segédtiszt vezetőképző altáborban: Klukon Tibor és Csémi Szilárd.
1995. június 23-25. Szombathely – a Bagolyvár cserkésztanyán volt megtartva a Magyar Cserkészszövetség III. kerületének a tisztképző tábora. Szövetségünkből négyen vettek részt a rendezvényen: Berényi Kornélia, Vitéz László, Magyar Ferenc és Hojsza Zoltán.
1995. június 30. – július 2. Budapest – a Magyar Cserkészfórum ülése. Szövetségünket Magyar Ferenc ügyvezető elnök, Vitéz László Országos Vezetőtiszt és dr. Paholics Gábor OCST tag képviselte.
1995. július 10. Dunaszerdahely – Az Országos Cserkésztanács XIX. ülése határozatképtelen volt.
1995. július 15-23. Palást – A Szlovákiai Magyar Cserkészszövetség vezetőképző táborai: őrsvezetőképző Uher Rudolf, első és második segédtisztképző táborok Vitéz László, illetve Maitz László vezetésével.
1995. július 29. – augusztus 13. Kastl – A Külföldi Magyar Cserkészszövetség Európai Kerületének vezetőképző táborai és István Király Jubileumi Nagytábor. Szövetségünket Csémi Szilárd képviselte.
1995. július 22. Palást – Mozgalmi Testület ülése. Ugyanitt megalakult az 1-es számú gróf Esterházy János cserkészcsapat, parancsnoka Vitéz László lett.
1995. augusztus 1-11. Hollandia – Drontenben került megrendezésre a XVIII. Világjamboree. Szövetségünket hárman képviselték: Nagy Henrietta, Hocsák Tibor és Reitzner Henri.
1995. augusztus 31. Dunaszerdahely – Az Országos Cserkésztanács XX. ülése határozatképtelen volt.
1995. augusztus 19-25. Palást – Kiscserkész vezetőképző tábor Bauer Tünde vezetésével, kiscserkész mintatábor Bodzsár Márta parancsnokságával.
1995. szeptember, Dunaszerdahely – a Cserkész új szerkesztője Gasparecz Tihamér cserkésztiszt.
1995. szeptember 9. Eger – a Bervavölgyi Cserkészpark adott otthont a Magyar Öregcserkészek Találkozójának. A Szlovákiai Magyar Cserkészszövetség képviselője Dr. Kálmán László volt.
1995. szeptember 8-9. Dunaszerdahely – Országos Cserkésztanács XXI. ülése. Az őszi közgyűlés előkészítésére egy előkészítő bizottságot hoztak létre.
1995. szeptember 16. Jászóvár – I. Országos Akadályverseny Szent László korának felelevenítésével
1995. szeptember 24. Jóka – a 49. sz. Keresztelő Szent János cserkészcsapat megalakulása. A parancsnok Hobot Ilona lett.
1995. október 14. Palást – Országos Cserkésztanács XXII. ülése.
1995. október 14. Zsolna – A Szlovák Cserkészszövetség (Slovenský Skauting) VII. Rendkívüli Közgyűlése. A Szlovákiai Magyar Cserkészszövetség képviseletében Wurster Olívia külügyi vezető és Magyar Ferenc ügyvezető elnök vett részt a közgyűlésen.
1995. október 28. Dunaszerdahely – A XXIII. Országos Cserkésztanács ülése. Az 1996-os munkaterv elfogadása.
1995. november 10. Palást – A XXIV. Országos Cserkésztanács ülése.
1995. november 10-11. Palást – a Szlovákiai Magyar Cserkészszövetség őszi Tiszti Konferenciája.
1995. november 11. – Mozgalmi ülés
1995. december. Pozsony – Megszűnt a Szlovák Rádió magyar adásán sugárzott Cserkészhíradó c. tízperces műsor.
1995. december 2. Palást – IV. Rendkívüli Országos Közgyűlés. A Rendkívüli Közgyűlés elfogadta a Szlovákiai Magyar Cserkészszövetség új alapszabályát, valamint megválasztotta az új vezetőséget.
Főcserkész: Bartal Károly Tamás jászóvári apát.
Ügyvezető elnök: Vitéz László.
Szövetségi Cserkésztanács: elnök: Massányi Lajos, tagok: dr. Szőke István, Eke Győző, Csáky Erzsébet, Schniererné dr. Wurster Ilona, Berényi Kornélia, Csajka István.
Ellenőrző Bizottság: elnök: Sipkai Sándor, tagok: Ajpek Gabriella és Mikóczi Adrianna.
Fegyelmi Bizottság: elnök – Magyar Ferenc, tagok – Zsidó János és MUDr. Kálmán László.
Szövetségi Vezetőtiszt: Uher Rudolf.
Vezetőképző vezetőtiszt: dr. Kovács Gabriella.
Jogtanácsos: dr. Turi Nagy László.
Külügyi Vezető: Wurster Olívia.
1995. december 19-21. Pozsony-Nagykapos-Pozsony – a Betlehemi Lángot a Pozsonyi Hunyadi Mátyás Cserkészcsapat osztotta szét.
1995. december 28. Dunaszerdahely – A Szlovákiai Magyar Cserkészszövetség Szövetségi Cserkésztanácsának I. ülése, ahol megegyezés született a Szlovákiai Magyar Cserkészszövetség Lilium Aurum Kft-jének eladásáról a rossz gazdasági helyzet miatt.
1996. január 3. – Szepsi Mozgalmi Titkárság létrehozása. A Mozgalmi Titkár Spišák Zsuzsanna segédtiszt lett.
1996. január 13. Losonc – Szabó László leszerelte az általa készített losonci emléktáblát, mely gróf Szilassy Aladárnak és Scherer Lajosnak állít emléket
1996. január 16. Tőketerebes – a Kisráskai 8. sz Erdélyi János Cserkészcsapat megszüntetése.
1996. február 16. Komárom – a Mozgalmi Testület és a Rover Szakbizottság ülése
1996. február 16-17. Komárom – A Szlovákiai Magyar Cserkészszövetség Szövetségi Cserkésztanácsának II. ülése.
1996. február 16-18. Komárom – segédtisztek továbbképző hétvégéje
1996. március 6-10. Palást – az Ivánka-kastély adott otthont az V. Őrsvezető Továbbképző Hétvégének. Táborparancsnok: Uher Rudolf szövetségi vezetőtiszt.
1996. március 10. Budapest – az Esterházy János Emlékbizottság emlékünnepsége Esterházy János gróf születésének 95. évfordulója és az Emlékbizottság megalakulásának 5. évfordulója alkalmából. A Szlovákiai Magyar Cserkészszövetség képviseletében Vitéz László, Schniererné dr. Wurster Ilona, Balogh Katalin és Vörös Csaba vettek részt az ünnepségen. Egyúttal Schnienerné dr. Wurster Ilona átvette az Esterházy Emlékplakettet.
1996. március. Losonc – az emléktábla visszakerült a helyére.
1996. április 19. Palást – Massányi Lajos elnök vezetésével ülésezett a Szövetségi Cserkésztanács (III. ülés). Határozat született a tagdíjak korosztályok szerinti módosításáról, a palásti Ivánka-kastély gázművesítéséről, a belső szabályzatok kidolgozásáról. Egyidejűleg az 1. sz. Esterházy János cserkészcsapat is megtartotta ülését. Ugyanakkor ülésezett a Mozgalmi Testület is.
1996. április 20-21. Palást – Országos Tisztikonferencia Péntek Tibor és Horváth János magyarországi cserkésztisztek, valamint Turi Nagy László szövetségi jogtanácsot tartottak színvonalas előadásokat.
1996. május 1. Pozsony – az Interneten megjelenik az Szlovákiai Magyar Cserkészszövetség honlapjának első verziója Csémi Szilárd szerkesztésében. Tartalma fokozatosan bővül.
1996. május 4. Ipolyfödémes – az 50. sz. Szent Gellért Cserkészcsapat megalakulása Gergely Ágnes parancsnoksága alatt.
1996. május 6. Kassa – A 18. sz. Kazinczy Ferenc Cserkészcsapat összeolvadt a 17. sz Rákóczi Ferenc Cserkészcsapattal. A Rákóczi cserkészcsapat parancsnoka Csajka István cserkésztiszt lett.
1996. május 17-19. Kassa – Országos Rovertalálkozó, a Rover Szakbizottság első, bemutatkozó akciója
1996. június 1. Vágkirályfa – az Szlovákiai Magyar Cserkészszövetség történelmi vetélkedője a magyar honfoglalás 1100 éves évfordulója alkalmából. A történelmi vetélkedő szellemi atyja és szervezője Szatmár Tibor, a vágkirályfai 37. sz. István Király Cserkészcsapat parancsnoka.
1996. június 13-18. Budapest – a Magyarok IV. Világkongresszusa és Tudóstalálkozója. Szövetségünket kilenc cserkésztiszt és segédtiszt képviselte Vitéz László ügyvezető elnök vezetésével.
1996. június 22-23. Palást – Az Szövetségi Cserkésztanács IV. ülése. A kassai Körzeti Cserkésztanács lapját, a Keleti lángot Szőke István értékelte ki. Az Szövetségi Cserkésztanács jóváhagyta a Gazdasági és Pénzügyi szabályzatot, valamint hogy Schniererné dr. Wurster Ilona megszervezze a Csángó Magyarok segélyszállítmányát. Ugyanakkor volt az 1. sz. Esterházy János cserkészcsapat ülése. Ezt követte a jelenlévő segédtisztek közhasznú munkája a kastélynál.
1996. július 12-20. Palást – A Szlovákiai Magyar Cserkészszövetség vezetőképző táborai a Beszédes Lajos cserkészparkban: őrsvezetőképző Uher Rudolf, segédtisztképző Vitéz László, kiscserkész-őrsvezetőképző Bauer Tünde, valamint első alkalommal segédőrsvezető-képző Csajka István parancsnokságával. Az Ivánka-kastély adott otthont a kiscserkész mintatábornak Berényi Kornélia vezetésével.
1996. augusztus 13-17. – adományok gyűjtése és eljuttatása Romániába a csángó magyar testvéreknek, Schniererné dr. Wurster Ilona cserkésztiszt vezetésével
1996. augusztus 8-22. Ópusztaszer – a Szlovákiai Magyar Cserkészszövetség képviseletében 82 cserkész és 8 vezető vett részt a Magyar Cserkészszövetség által rendezett Millecentenáriumi cserkésztáboron.
1996. augusztus 18. Ópusztaszer – Ünnepi Magyar Cserkészfórum ülés. A Szlovákiai Magyar Cserkészszövetség képviseletében Vitéz László ügyvezető elnök, Spišák Zsuzsanna mozgalmi titkár és Wurster Olívia külügyi vezető.
1996. augusztus 29. – szeptember 1. Budapest – III. MÖT – Magyar Öregcserkész Találkozó. Az Szlovákiai Magyar Cserkészszövetséget három öregcserkészünk képviselte.
1996. szeptember 14. Dunaszerdahely – Mozgalmi Testület ülése. Elsősorban a nyári vezetőképző táborokat értékelték, valamint elkészítették a Szlovákiai Magyar Cserkészszövetség új munkatervét.
1996. szeptember 19-22. Szádellői völgy (Szepsi) – "Képes krónika" néven megrendezésre került a II. Országos Akadályverseny és az I. Métabajnokság
1996. szeptember 22. Szepsi – az új kiscserkész- és cserkész-próbarendszer összeállítása
1996. október 11-13. Palást – Őrsvezetők továbbképzője
1996. október 13. Palást – Az Szövetségi Cserkésztanács V. ülése. Csajka István lemond a Szövetségi Cserkésztanácsban betöltött tagságáról, helyette Kukoricás Róbert lett megválasztva.
1996. október 25-27. Budapest – a Magyarok Világszövetségének közgyűlése. Az Szlovákiai Magyar Cserkészszövetség képviselőjeként Vitéz László ügyvezető elnököt beválasztották a választmányba.
1996. október 26-27. Palást – Tiszti Konferencia, 1. sz. Esterházy János vezetőképző cserkészcsapat felavatása a névadó lányának, gróf Esterházy – Malfatti Alíz jelenlétében, zászlóavatás, Vereckei hágóról származó fenyőcsemeték elültetése, magyar cserkészvezetők előadásai
1996. december – a Cserkész újság új szerkesztője dr. Szőke István cserkésztiszt, aki a szerkesztést Gasparecz Tihamér cserkésztiszttől vette át. Pista bá személyével a Cserkész lapunk elismerten a Kárpát-medence legjobb magyar cserkészlapjává vált
1996. december, Pozsony-Nagykapos-Pozsony – a Betlehemi Láng szétosztása a pozsonyi Kiskárpátok csapatának közvetítésével
1997. január 10-12. Palást – Szövetségi Cserkésztanács VI. ülése, Kukoricás Róbert lemondott a tisztségéről, helyette Mihajlovics József lett kooptálva. A Szervezési és Működési Szabályzat, az Alaki Szabályzat, a Táborozási Szabályzat, Ruházati Szabályzat elfogadása.
1997. február 6. Komárom – Mozgalmi testületi ülés.
1997. február 8. Komárom – Tiszti Konferencia és Tiszti Bál
1997. február 6-8. Komárom – a segédtisztek továbbképző hétvégéje.
1997. február 26. – március 2. Palást – Őrsvezetők továbbképző hétvégéje. A program a kiscserkész-vezetés körül forgott, valamint a jelenlevők részt vehettek az Arató Laci bá vezette Sziklatáboron.
1997. március 1. Palást – A Szlovákiai Magyar Cserkészszövetség VII. ülése. Elfogadta a Tiszti Konferencia által jóváhagyott próbarendszert cserkészek és kiscserkészek részére.
1997. március 7-9. Budapest-Mirov-Budapest – Gróf Esterházy János halálának 40. évfordulója alkalmából ünnepségsorozat az Esterházy János Emlékbizottság és a Szlovákiai Magyar Cserkészszövetség szervezésében. Gróf Malfatti Esterházy Alíz ez alkalomból "Esterházy János-emlékérmet" adott át a Szlovákiai Magyar Cserkészszövetség 1. sz. Esterházy János Cserkészcsapatának. Az emlékérmet Uher Rudolf, a csapat parancsnoka vette át.
1997. április 2. Palást – A Szlovákiai Magyar Cserkészszövetség VIII. ülése.
1997. április 10. Palást – Hitéleti Tanácskozás, Bartal Károly Tamás, jászóvári apát, a Szlovákiai Magyar Cserkészszövetség főcserkésze kezdeményezésére. A találkozó célja a cserkészet jövőjének mélyebb evangéliumi alapokra való helyezése.
1997. április. Ghýmes – Rovertalálkozó
1997. május 1-2. Lucska – Szövetségi Cserkésztanács IX. ülése.
1997. május 10. Vágkirályfa – Szlovákiai Magyar Cserkészszövetség I. Báb- és színjátszó seregszemléje Szatmár Tibor vezetésével
1997. június 7. Vágkirályfa – "Magyar Nagyasszonyok" országos történelmi vetélkedő
1997. július 4-13. Palást – Vezetőképző táborok – Segédőrsvezető Csajka István, őrsvezető Uher Rudolf, segédtisztképző Vitéz László vezetésével.
1997. július 11. – Szövetségi Cserkésztanács X. ülése, a Fegyelmi Szabályzat elfogadása
1997. július 20. Hidaskürt – az 51. sz. Szent Bernadett Cserkészcsapat fogadalomtétele. Parancsnoka Gazsik Katalin.
1997. július 21-28. Assisi – A Nemzetközi Katolikus Cserkészleány Konferencia Világtalálkozója. Szövetségünket Balaskó Blanka, Wurster Olívia és Wurster Judit képviselte.
1997. augusztus 1-11. Barka és Lucska – I. Össz-szövetségi Nagytábor. Táborparancsnok Vitéz László ügyvezető elnök, a keretmese Nándorfehérvár ostroma. A tábor alatt került megrendezésre a III. Országos Akadályverseny, a II. Országos Métabajnokság, az I. Országos Számháború és az I. Országos Rohampálya. A táboron a szövetség 33 csapata vett részt.
1997. szeptember 12-16. Palást – Őrsvezetőképző befejező hétvégi tábor. Ez alkalommal lett először használva a kiképzőközpont központi fűtése, ugyanis az Ivánka-kastély az előző hónapokban lett gázművesítve.
1997. szeptember – a Kiscserkész- és Cserkész-próbarendszer életbe léptetése
1997. szeptember – A Szlovákiai Magyar Cserkészszövetség tagdíja egységesen 100.- Sk
1997. szeptember 27. Palást – Szövetségi Cserkésztanács XI. ülése. Szőke István lemondott Szövetségi Cserkésztanács tagságáról. Határozat született egy önálló cserkészbolt létrehozásáról. A tagdíj összege 1998. január 1-jétől egységesen 100.- Sk lett, mely az addigi korosztályok szerinti tagdíjszabást váltotta fel. Ugyanekkor ülésezett a Mozgalmi Testület is.
1997. október 15. Pozsony – a Pozsonyi Szent György Főiskolás Cserkészklub megalakulása. Elnöke Csémi Szilárd lett.
1997. október 18. Palást – Tiszti Konferencia
1997. október 18. – szövetségünk cserkészei először vesznek részt Nagymegyeren és Paláston a JOTA (Jamboree of the Air) eseményében, mely immár 40. alkalommal lett megrendezve.
1997. november 7-9. Palást – A segédtisztképző hétvégi tábor.
1997. november 26. Dunaszerdahely – A székház anyagi tehermentesítése, azaz a takarékpénztári hitel utolsó részletének törlesztése.
1997. december 6-7. Királyhelmec – Rovercserkészek lelkigyakorlata.
1997. december 1. Pozsony – az Interneten megjelenik az Szlovákiai Magyar Cserkészszövetség honlapjának első grafikus verziója Csémi Szilárd szerkesztésében. Tartalma fokozatosan bővül fényképekkel, hasznos ismeretanyagokkal a szövetség és a cserkészet világából.
1997. december – megjelent a megújított Szabályzatgyűjtemény.
1997. december 19. Palást – A Szövetségi Cserkésztanács XII. ülése.
1997. december 21-27. Pozsony-Nagykapos-Pozsony – A Betlehemi Láng szétosztása
1998. január 3. Torna – a Mozgalmi Titkárság Tornára költözött, ahol az Iparos Kaszinóban kezdte meg működését
1998. január 31. Komárom – az Szövetségi Cserkésztanács XIII. ülése. A "Kitüntetés szabályzat" elfogadása. A Közgyűlés előkészületei. A rovercserkész vázlatrendszer elfogadása.
1998. február 7. Komárom – V. Szövetségi Közgyűlés és Tiszti Konferencia. Ünnepélyes cserkésztiszti fogadalomtétel, Alapszabály-módosítás stb.
1998. február 26-28. Bodrogszerdahely – Előképző induló csapatok részére
1998. február 26. – március 1. Palást – Őrsvezetők továbbképzője. Az első nagyszabású ötletbörze megrendezése.
1998. március 15. – A magyar forradalom kitörésének 150. évfordulóján megemlékezések, csapataink egyidejűleg 150 máglyát gyújtanak meg az ország minden pontján
1998. március. Budapest – Magyar Cserkészfórum ülése. Szövetségünket Massányi Lajos, Vitéz László és Wurster Olívia képviselték.
1998. március 20. Dunaszerdahely – A Cserkészbolt megnyitása.
1998. március 24-26. Tardoskedd – Előképző induló csapatok részére
1998. április 18. Dunaszerdahely – a Szövetségi Cserkésztanács XIV. ülése. Az Szövetségi Cserkésztanács új tagja Balogh Katalin cserkésztiszt. Az Önsegély Alap szabályzatának elfogadása. A Fegyelmi Bizottságban Zsidó János cserkésztisztet Gálik Zsuzsanna cserkésztiszt váltotta fel, a bizottság elnöke Magyar Ferenc cserkésztiszt. Az Ellenőrző bizottságban ideiglenesen Wurster Olívia vette át Ajpek Gabriella helyét. A Szövetségi Cserkésztanács megszüntette a díószegi 33. sz. Kaszap István cserkészcsapat tagságát
1998. április 18-19. Szepsi – III. Rovertalálkozó
1998. május 1-3. Palást – I. Tisztképző Vezetőképző Tábor 11 jelölt részére
1998. május 23. Komárom – III. Történelmi Vetélkedő, megemlékezés a felvidéki első magyar csapat megalakulásának 85. éves évfordulóján
1998. május 24. Illésháza – 52. sz. Batthyányi László Strattmann cserkészcsapat megalakulása. A parancsnokságot Kaluz Vilmos vállalta magára.
1998. június. Mirov – Esterházy János emléktábla avatásán nagyszámú küldöttség képviselte a Szlovákiai Magyar Cserkészszövetséget.
1998. június 5-7. Csicsó – IV. Országos Akadályverseny
1998. július 4-14. Palást – Vezetőképző táborok: őrsvezető Uher Rudolf vezetőtiszt, segédtisz Vitéz László ügyvezető elnök, segédőrsvezető Mácza Miklós segédtiszt vezetésével. Bánó Balázs vezette a kiscserkész mintatábort.
1998. augusztus 24. Torna – az Szövetségi Cserkésztanács XV. ülése. Az 1998-99-es cserkészév munkatervének elfogadása. Az új Alapszabály értelmében a "tiszteletbeli elnök" tisztség megszűnt.
1998. augusztus 27-30. Budapest – IV. Magyar Öregcserkész Találkozó. Az Szlovákiai Magyar Cserkészszövetség képviseletében részt vett rajta dr. Kálmán László cserkésztiszt.
1998. szeptember 11-12. Palást – a Szövetségi Cserkésztanács XVI. ülése
1998. szeptember 11-14. Palást – Őrsvezető Vezetőképző Tábor befejező hétvégi tábora.
1998. szeptember 25-27. Pákozd – a Magyar Cserkészszövetség országos cserkészjátéka (számháború) a 150 évvel azelőtti pákozdi csata emlékére. Szövetségünket a nagymegyeri cserkészek kis csoportja képviselte Csémi Szilárd cserkésztiszt vezetésével.
1998. október 8-9. Palást – ST záróképző
1998. október 10-11. Palást – Tiszti Konferencia. A körzeti megbízottak létjogosultsága az új területi felosztás kapcsán.
1998. október 17-18. Nagymegyer – JOTA és JOTI eseménye. Szövetségünket a nagy eseményen kizárólag a Nagymegyeri 23. sz. Arany János Cserkészcsapat cserkészei képviselték Sipos György rádióamatőr segítségével.
1998. október 24. Szentpéter – az 56. sz. Kossányi József Cserkészcsapat megalakulása. Parancsnoka Melicher Mónika lett.
1998. október 25. Nádszeg – az 53. sz. Farkas Jenő Cserkészcsapat fogadalomtétele. Parancsnoka Nagy Szilvia.
1998. november 7. Dunaszerdahely – az Szövetségi Cserkésztanács XVII. ülése. Uher Rudolf lemond a Mozgalmi Vezetőtiszt tisztségről. Balogh Katalin lemond a Szövetségi Cserkésztanácsban betöltött tagságáról, hogy az Szövetségi Cserkésztanács megbízhassa, mint Mozgalmi Vezetőtisztet. Az Szövetségi Cserkésztanács új tagja Reiter György lett.
1998. november, Dunaszerdahely – a Cserkészbolt átépítése és kibővítése.
1998. december 19-21. Pozsony-Nagykapos-Pozsony – A Betlehemi Láng szétosztása
1998. december. Dunaszerdahely – a Szlovákiai Magyar Cserkészszövetség lízingre egy Citroen Xantia személygépkocsit vásárolt.
1999. január 9. Komárom – Szövetségi Cserkésztanács XVIII. ülése. Kovács Gabriella lemondott tisztjéről, helyette az új Vezetőképző Vezetőtiszt Szász Krisztián lett.
1999. február 27. Dunaszerdahely – Szövetségi Cserkésztanács XIX. ülése. Az ülésen a Tisztújító Közgyűlés, a márciusi ünnepi Közgyűlés és a 2000 nyarán megrendezésre kerülő Millenniumi Nagytábor szervezési előkészületeiről volt szó.
1999. március 6. – Esterházy ünnepség. Az ünnepségen részt vett Szövetségünk küldöttsége is.
1999. március 5-7. Palást – Őrsvezető továbbképző, melyen megrendezésre került az első országos lakrosz mérkőzés és az első országos kötőverseny.
1999. március 15. Pozsony – ünnepélyes cserkész fogadalomtétel, koszorúzás és kultúrműsor a ligetfalusi Petőfi szobornál. Szövetségünket Massányi Lajos és Vitéz László képviselték.
1999. március 26. – április 6. Weidenthal – Külföldi Magyar Cserkészszövetség Európai Kerületének szervezésében a 21. regöstábor Németországban. Szövetségünket két dunaszerdahelyi cserkész képviselte.
1999. április 23-25. Komárom – Tiszti Konferencia
1999. április. Komárom – Rovertalálkozó, a négy szakműhely – Képzőművészet, Média és kommunikáció, Önismeret, VW-evezés – megalakulása, roverbál, képzőművészeti tárlat, roverlap kiadása.
1999. május 2. Pozsony – A Szlovák Rádió magyar adásán belül vasárnaponként a Randevú legújabb rovata a Cserkészhíradó 5-10 percben. A szerkesztőséggel való együttműködést Csémi Szilárd cserkésztiszt vállalta.
1999. május – X. komáromi imanapon Szövetségünket elsősorban a nádszegi cserkészcsapat képviselte.
1999. május 7-9. Szőgyén – IV. Történelmi Vetélkedő
1999. május 25. Palást – az Ivánka-kastélyt a Szlovákiai Magyar Cserkészszövetség 50 éven keresztül használhatja a palásti önkormányzat jóvoltából
1999. május 29. Brünn – a brünni magyarok által szervezett gyermeknapon való részvétel. Szövetségünket Mikóczi Adrianna Mihajlovics József és a csenkei cserkészvezetők képviselték.
1999. június. Ipolynyék – a Szlovákiai Magyar Cserkészszövetség Zsánbokrétzky Olivértől egy családi házat kapott 20 évre használatba.
1999. június 12. Deáki – az 58. sz. Nagyboldogasszony Cserkészcsapat avatása. A csapatparancsnok Hajdú Irén lett.
1999. június 12. Deáki és Dunaszerdahely – Szövetségi Cserkésztanács XX. ülése. Dr. Szőke István cserkésztiszt leköszönt szerkesztői tisztségéből. Döntés az ekecsi, az ipolykeszi, a kisráskai, a köbölkúti, a lekéri és a peredi cserkészcsapatok megszüntetéséről. Az Szövetségi Cserkésztanács aktualizálta a Szövetségi Közgyűlés Tárgyalási Rendjét.
1999. június 19. Csicsó – az 59. sz. Gróf Kálnoky Sándor Cserkészcsapat avatása csicsói és füssi tagokkal. A csapatparancsnok Bozsaky Tamás.
1999. július 10. Dunaszerdahely – A Szlovák Cserkészszövetség (Slovenský Skauting) és az Szlovákiai Magyar Cserkészszövetség képviselői aláírták a kölcsönös együttműködési szerződést, mely alapja lehet a Szlovákiai Magyar Cserkészszövetség bekerülésének a Cserkészek Világszövetségébe (WOSM).
1999. június. Torna – az Iparos Kaszinót a Szlovákiai Magyar Cserkészszövetség 50 éven keresztül használhatja a tornai önkormányzat jóvoltából
1999. július, Pozsonypüspöki – Schniererné dr. Wurster Ilona vezetésével a cserkészek két teherautónyi használt bútort gyűjtöttek az ipolysági árvízkárosultaknak.
1999. július 31. – augusztus 1. Gödöllő – Pax-Ting emléktábor. Szövetségünket hattagú küldöttség képviselte, köztük Schniererné dr. Wurster Ilona, mint a meghívott előadó.
1999. augusztus 13-22. Palást – az Szlovákiai Magyar Cserkészszövetség vezetőképző táborai: segédőrsvezető Gálik Zsuzsanna, őrsvezető Bánó Gergely, segédtisztképző Vitéz László, valamint a kiscserkész-tanya Csémi Szilárd parancsnoksága alatt.
1999. augusztus 26-29. Miskolc – Magyar Öregcserkész Találkozó. Szövetségünket dr. Kálmán László és Vyberál Nándor cserkésztisztek képviselték.
1999. szeptember 1. Pozsony – a Szlovákiai Magyar Cserkészszövetség honlapjának új szerkesztője Bozsaky Tamás. Az ő fejlesztése alatt a honlap minőségi változáson ment át, sőt a Cserkész újság is felkerült az Internetre.
1999. szeptember 9-12. Szalánc – V. Országos Akadályverseny, III. Országos Métabajnokság
1999. szeptember 17-19. Pozsony – a Szlovák Cserkészszövetség rendezvénye, a IX. Pozsonyi Cserkésznapok. Szövetségünket egy kéttagú küldöttség képviselte.
1999. szeptember 18. – az Szlovákiai Magyar Cserkészszövetség számos cserkészcsapata kapcsolódott bele a Szemétszedési Világnap alkalmából a "Szemétszüret" néven ismert országos rendezvénybe.
1999. szeptember 25. Torna – az Szlovákiai Magyar Cserkészszövetség XXI. ülése.
1999. október 1-3. Palást – Őrsvezető záróképző hétvége.
1999. október 6. – A Szlovákiai Magyar Cserkészszövetség felhívása: az aradi események 150. évfordulója alkalmából pontban este 8-kor mécsesek gyújtása Szlovákia magyar lakta területein.
1999. október 8-10. Kelet-Szlovákia – Keleti Oldal Rover Teljesítménytúra
1999. október 9. Dunaszerdahely – németországi magyar küldöttség, melyet szövetségünk a székházában fogadott. A fogadáson a Féli Szent László Cserkészcsapat néptánctudásával elkápráztatta a bajor küldöttséget.
1999. október 15-17. Nyugat-Szlovákia – Nyugati Oldal Rover Teljesítménytúra
1999. október 16. Dunaszerdahely – Szövetségi Cserkésztanács XXII. ülése.
1999. október 16-17. – JOTA és JOTI. Az Szlovákiai Magyar Cserkészszövetséget a nagymegyeri, érsekújvári és a kassai cserkészek képviselték.
1999. október 21-24. Palást – Őrsvezető vezetőképző tábor befejező hétvégi táborozása. 28 jelölt tett fogadalmat.
1999. november 6. Torna – Tisztújító Közgyűlés. Megválasztott vezetőség:
Ügyvezető elnök: Vitéz László.
Szövetségi Cserkésztanács: elnök: Massányi Lajos, tagok: Csáky Erzsébet, Gálik Zsuzsanna, Bodor Tibor, Csajka Tamás, Kukoricás Róbert, Mihajlovics József.
Ellenőrző Bizottság: elnök: Wurster Olívia, tagok: Balaskó Blanka és Mikóczi Adrianna.
Fegyelmi Bizottság: elnök: dr. Szőke István, tagok: Bauer Tünde és Szatmár Tibor.
Mozgalmi Vezetőtiszt: Balogh Katalin.
Vezetőképző Vezetőtiszt: Kocur László.
Jogtanácsos: dr. Turi Nagy László.
Külügyi Vezető – Ravaszné Mikóczi Renáta.
1999. november 12-14. Palást – I. Médiaműhely megszervezése. A résztvevők kiadták a Kastély szelleme c. kiadványt, mely a 2000. januári Cserkész mellékleteként is megjelent.
1999. november 12-14. Szigetszentmiklós – a Szigetszentmiklósi Regös Napok (SZER), melyen az Szlovákiai Magyar Cserkészszövetséget a lévai körzet, illetve Kassa magyar cserkészei és cserkészvezetői képviselték.
1999. november 26-27. Budapest – Magyar Ifjúsági Konferencia. Felvidéket Mihajlovics József, az Szlovákiai Magyar Cserkészszövetség cserkésztisztje képviseli.
1999. december 1. Dunaszerdahely – a Szövetség központi titkára Karaffa Attila.
1999. december 10-12. Komárom – III. Országos Lelkigyakorlat roverek részére.
1999. december 10-12. Sepsiszentgyörgy – Magyar Cserkészfórum ülése. Arató Laci bá lemondott tisztjéről, helyette a Magyar Cserkészszövetség cserkésztisztje, Mártonné Némethy Márta lett. Az alelnököt a Szlovákiai Magyar Cserkészszövetség adja Csémi Szilárd cserkésztiszt személyében. Szövetségünket Vitéz László ügyvezető elnök, Mihajlovics József cserkésztiszt, Mikóczi Adrianna segédtiszt és Karaffa Attila központi titkár képviselte.
1999. december 18. Palást – A Szövetségi Cserkésztanács I. ülése.
1999. december 19-21. Pozsony-Nagykapos-Pozsony – A Betlehemi Láng szétosztása a 3. sz. Kiskárpátok Hunyadi Mátyás cserkészcsapat segítségével
2000. január 22. Palást – az 1. sz. gr. Esterházy János cserkészcsapat ülése. A Szövetségi Cserkésztanács II. ülése.
2000. február 19. Dunaszerdahely – A Szövetségi Cserkésztanács III. ülése.
2000. február 24-27. Palást – Segédtisztképző záróképző hétvége.
2000. március 3-5. Palást – Őrsvezető továbbképző hétvége.
2000. március 10. Dunaszerdahely – A "Cserkészetünk története" c. cserkészkiállítás megnyitója a Csallóközi Múzeum segítségével.
2000. március 11. – 10 éves a Szlovákiai Magyar Cserkészszövetség.
2000. március 11-12. Dunaszerdahely – Ünnepségek a megalakulás 10 éves évfordulójára: ünnepi tiszti konferencia és közgyűlés, cserkészkiállítás megnyitója. Első ízben van kiosztva a Csodaszarvas díszérem és a Beszédes Lajos érdemes vezető érdemérem.
2000. Ipolynyék – II. Szövetségi Nagytábor.
2001
Palóczia Végvárának első cserkészbálja.
Folklórfesztivál Nyitragesztén.
A kiscserkészőrsvezető-képzés újraindítása.
A vízicserkészet szövetségi szinten való beindítása, az I. sz. Vízivezetőképző tábor megszervezése Szímőn.
Carpathia 2001, a hatodik közép-európai dzsembori, a Magyar Cserkészszövetség rendezésében. SZMCS is képviselteti magát.
Magyar Cserkészszövetségek Fóruma – Tisztújítás. Az új elnök: Vitéz László (SZMCS). Alelnök: Szemerédi Tibor (KMCSSZ). Főtitkár: Csémi Szilárd (SZMCS).
2002.
A Szövetség a Közös Célokért társadalmi szervezet létrehozása. A SZMCS alapító tag.
Megjelenik a Kiscserkész Munkafüzet, a kiscserkészet segítésére.
Magyar Cserkészszövetségek Fóruma I. Cserkésztisztképző tanfolyama Paláston (SZMCS).
Budapest. A MCSSZF ünnepi közgyűlése a MCSSZ megalakulásának 90. évfordulója alkalmából. Közös ünnepi nyilatkozat a magyar cserkészszövetségek egymáshoz való közelítéséről egy össz-magyar cserkészszervezet érdekében, a vezetőképzés összehangolásáról.
XX. Dzsembori (Sattahip, Thaiföld) Az SZMCS képviseltette magát a thaiföldi dzsemboreen a Szlovák Cserkészszövetség jóvoltából.
2003.
A vági tutajút 90. évfordulója alkalmából Vágtól a Sugovicáig Dunai Emléktúra. A SZMCS is képviselteti magát.
Első alkalommal szervezték meg a Vascserkész csapatváltó versenyt Rimaszombatban.
A II. Vízivezetőképző és az I. Úszni és evezni tanító tábor Szímőn.
Honismereti tábor Mellétén a MCSSZF tagszövetségeinek.
A magyar cserkészet megalakulásának 90. évfordulója alkalmából ünnepségsorozat: emléktábla elhelyezése Mrenna József budapesti sírján, ünnepi közgyűlés megszervezése tisztújítással, emléktábla leleplezése Dunaszerdahelyen a Szlovenszkói magyar cserkészvezetők emlékére.
VIII. Szövetségi Közgyűlés. Ügyvezető elnök maradt Vitéz László, a SZCST új elnöke Török András.
Magyar Cserkészszövetségek Fóruma – tisztújítás. Az új elnök: Bővíz László (VMCSSZ). Alelnök: Vitéz László (SZMCS). Főtitkár: Filó Levente (VMCSSZ).
MCSSZF II. Cserkésztisztképző tanfolyama Tótfaluban (VMCSSZ).
2004.
KCSŐV helyett KCSVK
Rovertúra – első alkalommal gerinctúra.
Magyar Cserkészszövetségek Fóruma III. Cserkésztisztképző tanfolyama Nagybányán (RMCSSZ).
Tatracor 2004, a hetedik közép-európai dzsembori, a SzCsSz rendezésében. SZMCS is képviselteti magát.
2005.
A nyugati szórványban – Jubileumi Nagytábor a KMCSSZ szervezésében, minden magyar cserkészszövetségből voltak résztvevők Fillmore-ban.
Az SZMCS megalakulásának 15. évfordulójának méltó megünneplése.
A III. Szövetségi Nagytábor megszervezése Ipolynyéken.
Első alkalommal sikerül megszervezni Felcser elnevezéssel a Felvidéki Regöscserkész Találkozót.
A Szövetség BiPi néven kft-t alapít, mely feladata a Cserkészbolt hálózat fenntartása és gyarapítása.
Magyar Cserkészszövetségek Fóruma – tisztújítás. Az új elnök: Vitéz László (SZMCS). Alelnök: Gaál Sándor (RMCSSZ). Főtitkár: Csémi Szilárd (SZMCS).
2006.
Megjelent a Cserkészösvény.
2007.
100 éves a cserkészmozgalom.
Tisztújítás: Az új ügyvezető elnök Csémi Szilárd – Kismedve. Szövetségi Cserkésztanács elnöke Török András. Mozgalmi vezetőtiszt: Asztalos Zoltán. Vezetőképző vezetőtiszt: Kocur László.
2008.
Történelmi vetélkedő Fülek